# Friedrichsdorf
Friedrichsdorf ist eine Stadt im hessischen Hochtaunuskreis. Sie ist Teil der Stadtregion Frankfurt, der größten Agglomeration im Rhein-Main-Gebiet, und gehört zum Regierungsbezirk Darmstadt. Friedrichsdorf ist mit 25.871 Einwohnern (31. Dezember 2024) die drittgrößte Stadt des Hochtaunuskreises. Sie trägt seit dem 13. November 2024 die amtliche Zusatzbezeichnung Philipp-Reis-Stadt.
Die Stadt Friedrichsdorf wies im Jahr 2023 einen weit überdurchschnittlichen Kaufkraftindex von 126,5 des Bundesdurchschnitts auf.

## Geographie

### Geographische Lage
Friedrichsdorf liegt am Südhang des Taunushauptkamms. Das Stadtgebiet umfasst zum einen landwirtschaftlich geprägte Flächen wie etwa bei Burgholzhausen, die den Übergang zur Wetterau bilden. Zum anderen findet sich ein großes zusammenhängendes Waldgebiet am Taunuskamm. Dort befindet sich der höchste Punkt der Gemarkung, eine unbenannte Erhöhung (in alten Kartenwerken noch „Lindenkopf“ genannt) zwischen dem Kastell Saalburg und dem Ringwall Gickelsburg, mit 480,6 m ü. NN. Vom Taunuskamm her durchfließt der Erlenbach die Stadt.

### Klima
Die Lage der Stadt am Südhang des Taunushauptkamms bewirkt eine höhere Zahl an Sonnenstunden, außerdem ist die Stadt dadurch vor kalten Nordwinden geschützt.
|                       | Jan  | Feb  | Mär  | Apr  | Mai  | Jun  | Jul  | Aug  | Sep  | Okt  | Nov  | Dez  |   |       |
| Mittl. Tagesmax. (°C) | 3    | 5    | 10   | 14   | 19   | 22   | 25   | 25   | 20   | 14   | 8    | 5    | ⌀ | 14,2  |
| Mittl. Tagesmin. (°C) | 0    | 0    | 3    | 5    | 9    | 12   | 14   | 14   | 11   | 7    | 3    | 1    | ⌀ | 6,6   |
|                       |      |      |      |      |      |      |      |      |      |      |      |      |   |       |
| Niederschlag (mm)     | 62,4 | 54,9 | 61,5 | 50,3 | 64,9 | 68,4 | 60,1 | 60,2 | 52,1 | 59,4 | 76,4 | 82,7 | Σ | 753,3 |

| 0 |

| 0 |

| 3 |

| 5 |

| 9 |

| 12 |

| 14 |

| 14 |

| 11 |

| 7 |

| 3 |

| 1 |

| 0 |

| 0 |

| 3 |

| 5 |

| 9 |

| 12 |

| 14 |

| 14 |

| 11 |

| 7 |

| 3 |

| 1 |

| N i e d e r s c h l a g | 62,4 | 54,9 | 61,5 | 50,3 | 64,9 | 68,4 | 60,1 | 60,2 | 52,1 | 59,4 | 76,4 | 82,7 |
|                         | Jan  | Feb  | Mär  | Apr  | Mai  | Jun  | Jul  | Aug  | Sep  | Okt  | Nov  | Dez  |

### Nachbargemeinden
Friedrichsdorf grenzt im Norden an Rosbach vor der Höhe, im Osten an Karben-Petterweil (beide Wetteraukreis), im Süden an Bad Homburg vor der Höhe sowie im Westen an Wehrheim (beide Hochtaunuskreis).

### Stadtgliederung

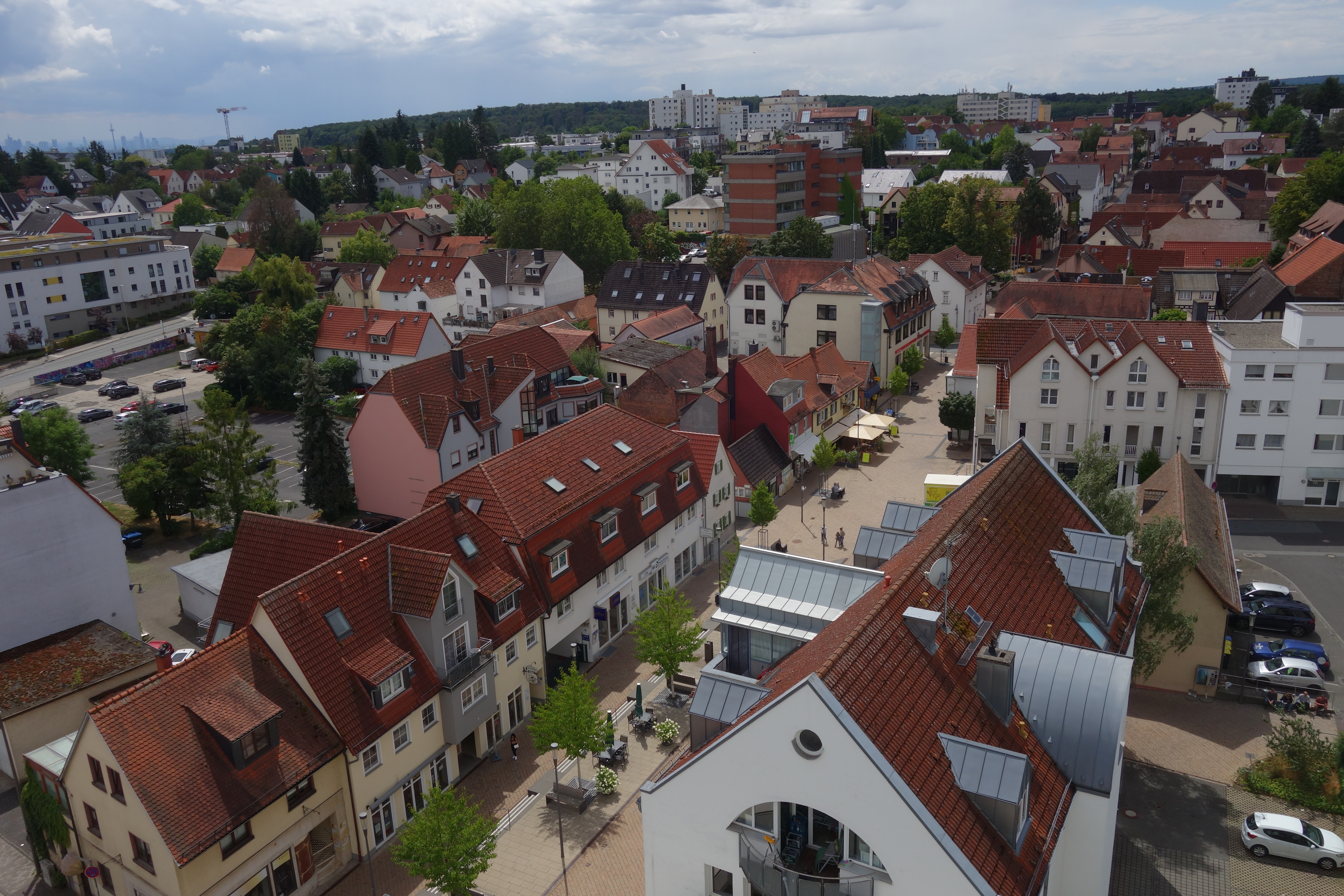
Innenstadt vom Dach der Salus-Klinik: Im Vordergrund Hugenottenstraße und Landgrafenplatz; der rote Backsteinbau in der Mitte ist das Rathaus; am Horizont der Hardtwald, hinten links die Frankfurter Skyline über den Dächern Seulbergs

Friedrichsdorf setzt sich aus der Kernstadt um die Hugenottenstraße mit fließendem Übergang zum Stadtteil Dillingen sowie den anderen Stadtteilen zusammen. Der Stadtteil Köppern liegt nördlich der Kernstadt. Burgholzhausen liegt als einziger Teil Friedrichsdorfs östlich der A 5. Südlich der Kernstadt ist Seulberg gelegen; die Besiedlung geht ebenfalls nahtlos über. Die zu Seulberg gehörenden Siedlungen Römerhof und Schäferborn, östlich der Bahnstrecken und südöstlich der Stadtmitte gelegen, grenzen direkt an die Besiedlung an.
Im Jahre 1916 wurde Dillingen eingemeindet. Im Zuge der Gebietsreform in Hessen wurden am 1. August 1972 die Stadt Friedrichsdorf und die bis dahin selbstständigen Gemeinden Köppern, Burgholzhausen vor der Höhe aus dem Landkreis Friedberg und Seulberg kraft Landesgesetz zur heutigen Stadt Friedrichsdorf im Obertaunuskreis zusammengeschlossen.
Für die Stadtteile Burgholzhausen vor der Höhe, Friedrichsdorf, Köppern und Seulberg wurden Ortsbezirke eingerichtet.

#### Burgholzhausen
1221 wird in Urkunden Burgholzhausen als Holzhausen erstmals erwähnt. Im Jahr 1803 zählte Burgholzhausen zu den letzten fünf verbliebenen freien Reichsdörfern im Alten Reich. Als wichtigste Erwerbszweige galten neben Landwirtschaft und Leinenweberei die Herstellung von Fliesen, deren Grundstoff aus nahegelegenen Lehmgruben gewonnen wurde. Ende des 17. Jahrhunderts wurde durch die Herrschaft des Geschlechtes der Ingelheimer der Obstanbau in Burgholzhausen intensiviert.

#### Dillingen

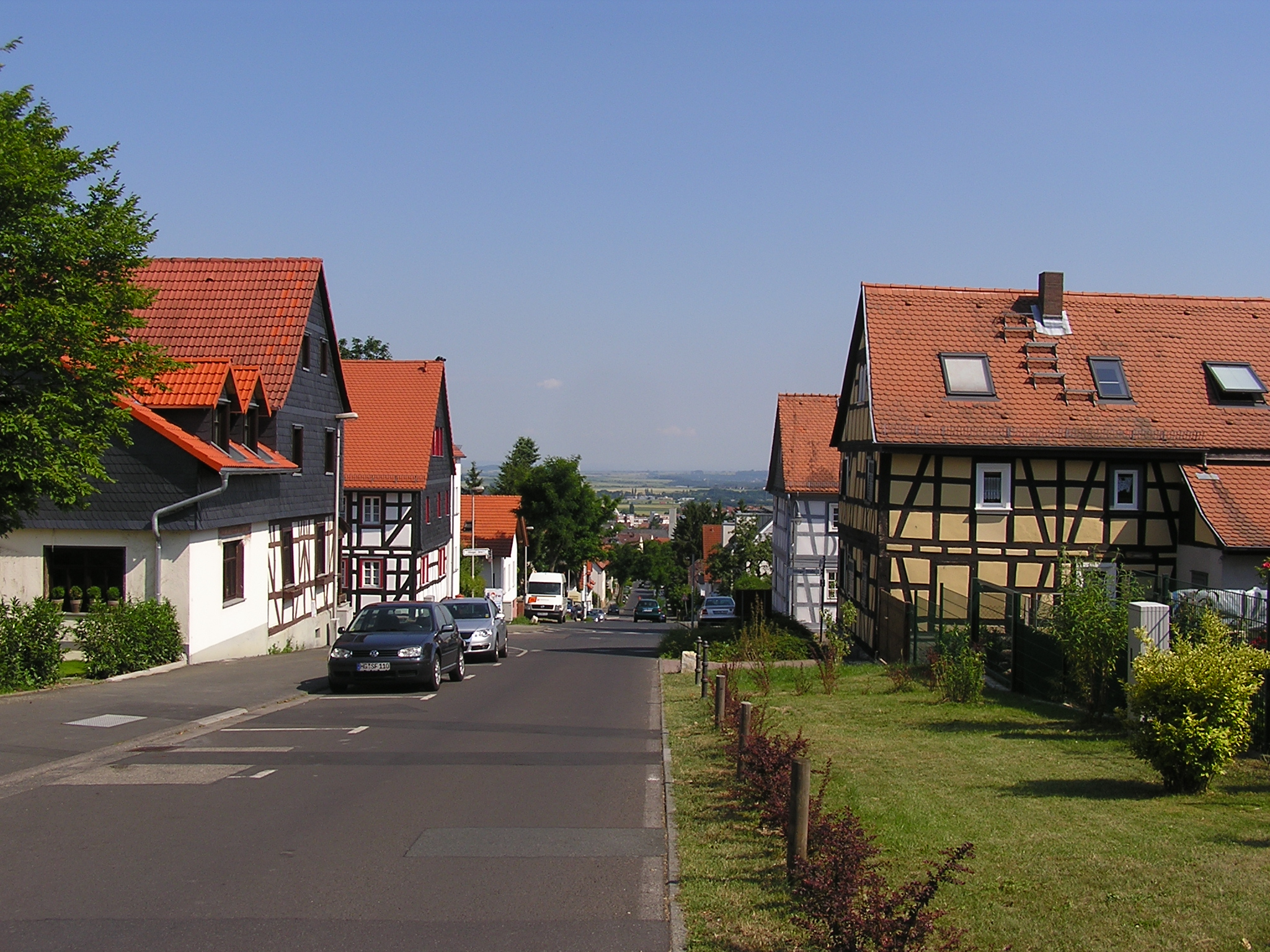
Blick über Dillingen zur Mainebene

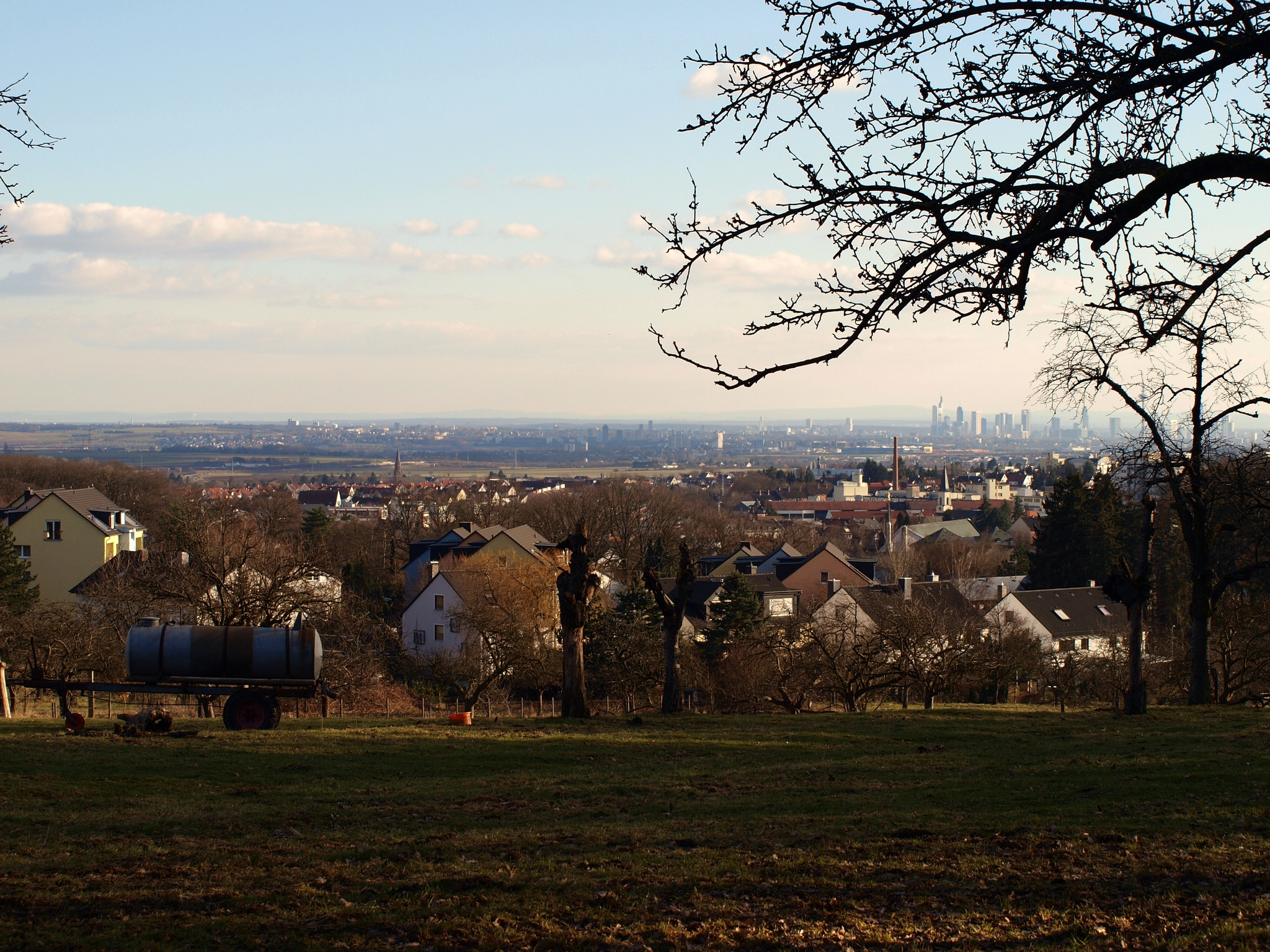
Blick von Dillingen über die Kernstadt und Seulberg Richtung Odenwald

Der frühere Ort Tulingen wurde erstmals 1192 bzw. 1229 urkundlich erwähnt, fiel aber im Dreißigjährigen Krieg wüst. Ein Versuch der Neuansiedelung mit Hugenotten durch Order des Landgrafen Friedrich II. von Hessen-Homburg 1687 misslang, die Hugenotten zogen schon bald ins neu gegründete Friedrichsdorf um. Dillingen wurde erneut 1804 von Landgraf Friedrich V. von Hessen-Homburg neu gegründet, die Namensgebung bezog sich dabei auf den Altort. 1916 wurde der Ort nach Friedrichsdorf eingemeindet.

#### Köppern
Köppern wird 1269 erstmals urkundlich erwähnt. Zu dieser Zeit wurde dem Burchard von Printsac eine Mühle zu coppern vom Grafen Gerhard von Eppstein zum Lehen gegeben. Leinenweberei und Ziegelbrennerei stellten neben der Landwirtschaft lange Zeit die wichtigsten Erwerbszweige dar. Später kamen die Fabrikation von Hüten und die Verarbeitung von Leder hinzu. 1901 wurde vom Frankfurter Arzt Emil Sioli das heute noch bestehende Waldkrankenhaus (Fachklinik für Psychiatrie und Psychotherapie) gegründet.

#### Seulberg
Im Lorscher Codex wird Seulberg 767 zum ersten Mal erwähnt. Seulberg gilt als eine der ältesten Siedlungen im Hochtaunuskreis. Funde der Rössener Kultur deuten auf eine Besiedlung in der Jungsteinzeit hin. Neben Landwirtschaft und Leinenweberei ist hier die Töpferei lange ein wichtiger Erwerbszweig gewesen. Mit den Hugenotten in Friedrichsdorf bestanden rege Handelsbeziehungen. Seulberg blieb von Hexenverfolgungen nicht verschont, denen zwischen 1652 und 1656 26 Frauen und 6 Männer zum Opfer fielen.

## Geschichte

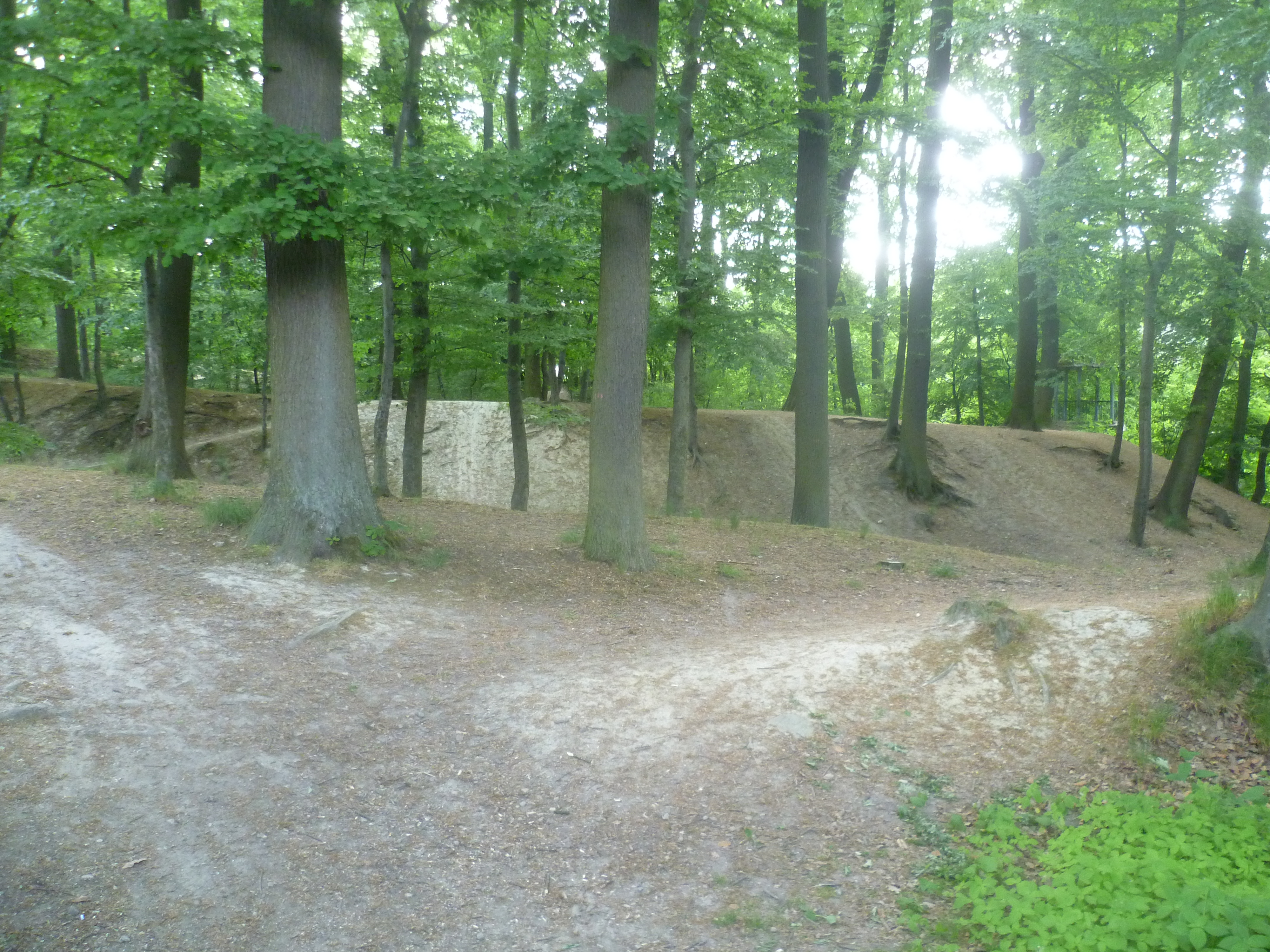
Wallreste der Schnepfenburg

Bereits aus der Römerzeit sind für das Stadtgebiet von Friedrichsdorf Siedlungsspuren durch eine Ziegelei nachgewiesen.

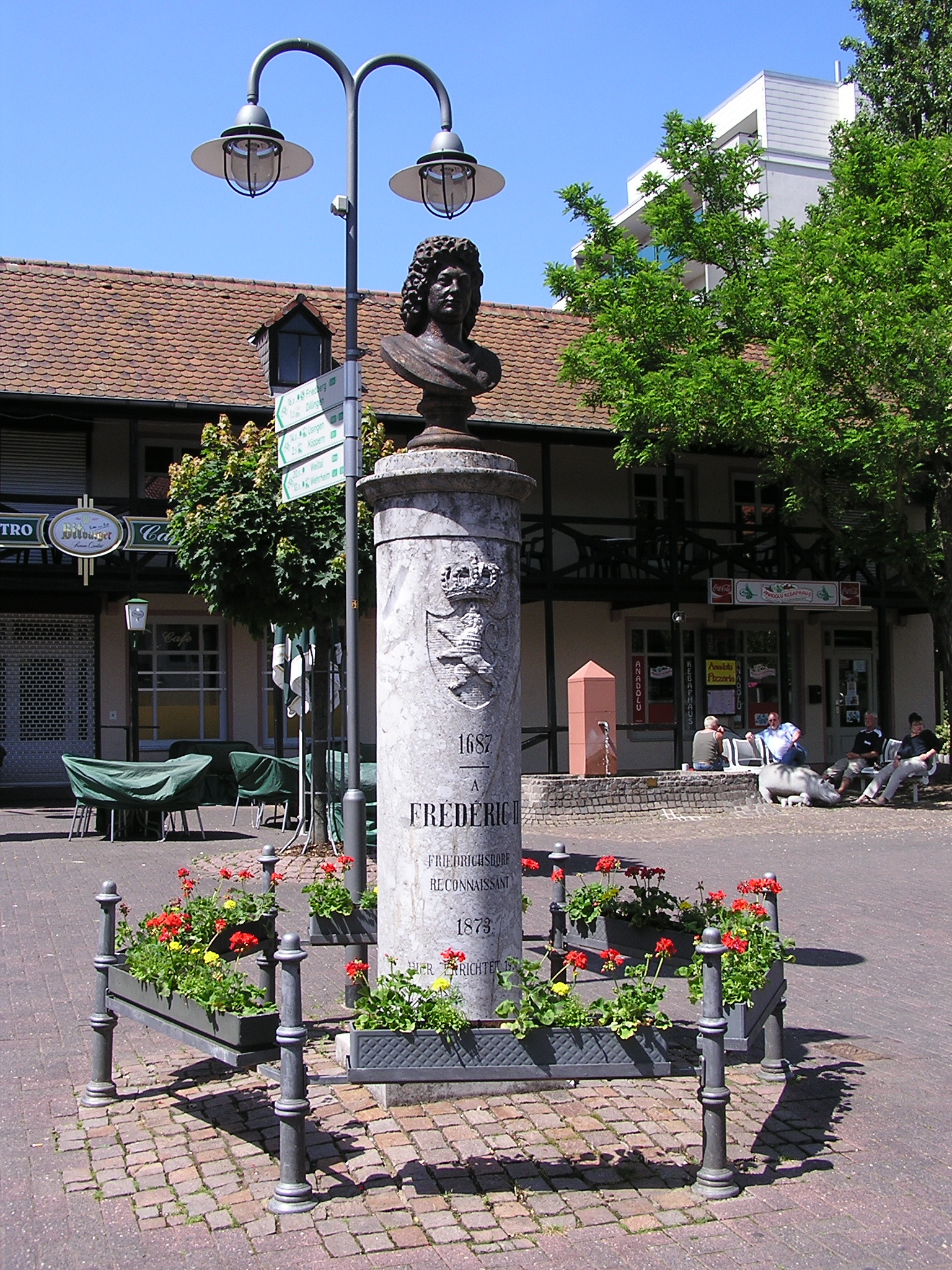
Denkmal für Landgraf Friedrich

Die Gründung im Jahr 1687 geht auf die Hugenottenverfolgung in Frankreich zurück. Rund 200.000 der damals 800.000 in Frankreich lebenden Protestanten flohen aus ihrer Heimat. Landgraf Friedrich II. lud sie ein, sich in der Landgrafschaft Hessen-Homburg niederzulassen, angeblich mit den Worten „Lieber will ich mein Silbergerät verkaufen, als diesen armen Leuten die Aufnahme versagen“. 30 Hugenottenfamilien gründeten Friedrichsdorf, welches sie aus Dankbarkeit nach ihm benannten. Im Unterschied zu anderen derartigen Kolonien erreichten die Hugenotten ihren neuen Wohnort nicht in geschlossenen brigades, sondern als einzelne Familien. Sie kamen aus der Picardie, der Champagne, der Provence, dem Languedoc, aus dem Dauphiné, aus der Île-de-France und aus der (heute italienischen) Ortschaft Pragelas. Mit dem Edikt vom 13. März 1687 befreite der Landgraf die Réfugiés für zehn Jahre von allen Steuern, Zöllen und Abgaben. Den Bauern wurde Land gegeben, die Handwerker vom Zunftzwang befreit. Einer der ihren wurde ihnen als Schultheiß vorgesetzt; sie erhielten eigene Gerichtsschreiber und durften die ihnen überlassenen Grundstücke frei unter sich verteilen. Damit wurden den Neusiedlern nach vormodernen Maßstäben sehr umfangreiche Privilegien gewährt.
Viele der Zuwanderer waren Weber; sie brachten Kenntnisse im Textilgewerbe mit und legten damit den Grundstein für ein schnelles wirtschaftliches Wachstum, was von Friedrich II. so beabsichtigt war. Zunächst stellten sie Leinen und Feinleinen, ab Mitte des 18. Jahrhunderts Strümpfe und schließlich Flanell her. Ab 1753 wurden Friedrichsdorfer Textilien in größerem Maße auf der Frankfurter Messe umgeschlagen. Der Ort vergab Aufträge an die Heimarbeiter der umliegenden Dörfer. Die wirtschaftliche Prosperität wurde 1771 mit der Verleihung der Stadtrechte gewürdigt. In der ehemaligen Hauptstraße, die nach kurzer Namensänderung während des NS-Staates in Hugenottenstraße umbenannt wurde, erinnert gegenüber der Kirche eine Steinsäule an die Verleihung. Im Jahr 1873 wurde eine gusseiserne Büste von Landgraf Friedrich angefertigt und auf einer ehemaligen nassauischen Grenzsäule aus Lahnmarmor an der Schnepfenburg aufgestellt (die Landgrafensäule), 1937 dann auf den nach ihm benannten Landgrafenplatz in der Innenstadt versetzt.

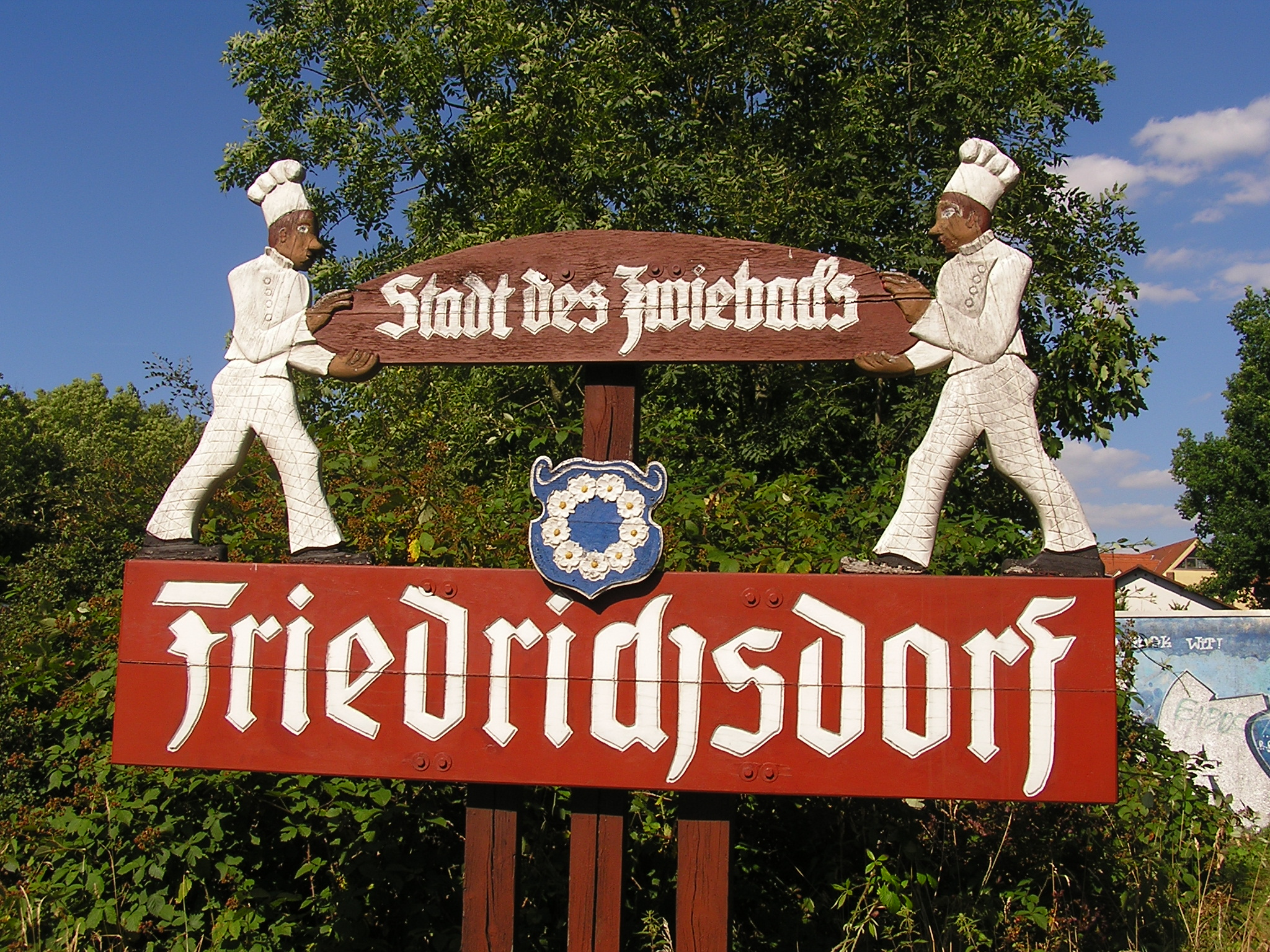
Schild Stadt des Zwiebacks

Das heutige Dillingen war erst 1804 gegründet worden, hier siedelten unter Gestattung Friedrich V. Vogelsberger Bauern im bis dato bewaldeten Areal nördlich einer Wüstung. Das alte Dillingen – 1192 bezeugte ein Friedrich von Dillingen den Vertrag, mit dem Gottfried von Eppstein Burgrechte kauft, 1229 erfolgt die erste Erwähnung des Dorfes Tulingen – war mit dem Ort Willkommshausen und einer Motte, deren östlich des Ortes an der Alten Grenzstraße gelegenen Wallreste als Schnepfenburg bekannt sind, im Dreißigjährigen Krieg entvölkert. Zwischen dem heutigen Dillingen und Friedrichsdorf wird die Brendelburg auf dem Gelände des Institutes Garnier vermutet.
Als die Textilproduktion gegenüber der Industriefertigung in England nicht mehr konkurrenzfähig war, dominierte das Färben von Textilien, insbesondere das Blaufärben (mit Pflanzenstoffen, Alkohol und menschlichem Urin). Von den ehemals sehr zahlreichen Färbehäuschen sind heute noch vier erhalten. Kurzfristig wurde Leder hergestellt, eine Hutproduktion (der Homburger) fand in nennenswertem Umfang statt, beispielsweise in der Köpperner Hutfabrik.
Später (die Zwiebackfabrik Ferd. Stemler wurde 1788 gegründet) kam in Friedrichsdorf die Produktion von Zwieback hinzu, welcher sich von anderen damaligen äußerst widerstandsfähigen (harten) Produkten sehr vorteilhaft unterschied. Damit waren die Friedrichsdorfer so erfolgreich, dass ihre Stadt den Beinamen „Stadt des Zwiebacks“ erhielt. Aus dem Zwiebackfabrikanten Emil Pauly ging die Firma Milupa hervor, die im Stadtzentrum auf eine große Fläche expandierte.
Einer der berühmtesten Bürger der Stadt war Philipp Reis, Physiklehrer am Institut Garnier und Erfinder der elektrischen Übertragung von Sprache, besser bekannt als Telefon.

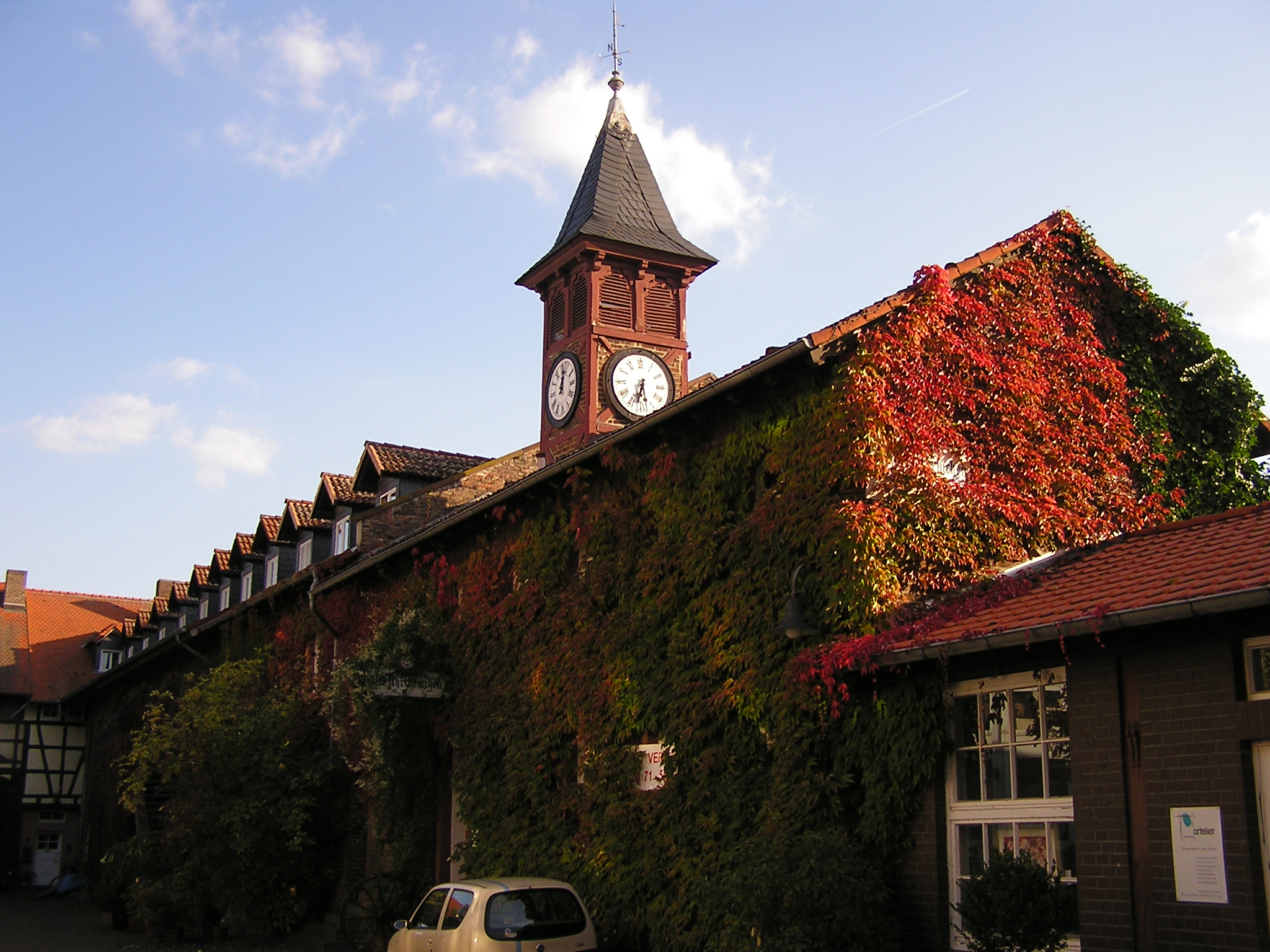
Gebäude des ehemaligen Instituts Garnier

Die französische Sprache hielt sich in Friedrichsdorf außerordentlich lange, auch durch ausdrückliche Schutzmaßnahmen der Landesherren. Deutsche durften zunächst nur mit Zustimmung der Franzosen und besonderer Genehmigung des Landesherrn zuziehen, sodass die wenigen Deutschen assimiliert wurden. Friedrich III., Sohn Friedrichs II., verbot zudem den Französinnen auszuheiraten und erlegte den französischen Männern, die Deutsche heirateten, eine Abgabe auf. Weiterhin trug die französischsprachige Bildung zum Spracherhalt bei. Louis-Frédéric Garnier gründete 1836 im Ort das Institut Garnier, eine Erziehungsanstalt für Knaben, die v. a. auf Handelsberufe vorbereitete und bald einen ausgezeichneten Ruf genoss. Aus ihr ging letztlich die heutige Philipp-Reis-Schule hervor. Die Pfarrer stammten meist aus der Schweiz (Romandie) und predigten in „sehr reine[m] Französisch“. Pfarrer Cérésole (im Amt 1828 bis 1842) begründete dabei auch eine Bibliothek und eine Sonntagsschule. Alexandre Dumas der Ältere bezeichnete Friedrichsdorf 1838 in einem seiner Reiseberichte verwundert als „ein ganzes protestantisches Dorf mit Redewendungen, die sich so nur noch bei Molière finden“. Nach dem Wegfall des überkommenen Zuzugs- und Heiratsverbotes 1837 drang jedoch die deutsche Mehrheitsgesellschaft allmählich tiefer ein. Erlasse wurden noch bis 1883 auf Französisch abgefasst, dann zweisprachig, ab 1890 nur noch auf Deutsch. Bis zum Ersten Weltkrieg war Französisch die primäre Sprache in Friedrichsdorf. In der reformierten Kirche wurde ab 1885 alle zwei Wochen ein deutschsprachiger Gottesdienst angeboten, der französische bis 1913 durchgehalten. Die letzte französische Konfirmation fand 1916 statt. 1968 fanden sich noch Bewohner, die zwar kein Französisch sprechen konnten, jedoch nur auf Französisch beteten und Kirchenlieder sangen. Charakteristisch für die besondere Ortsmundart waren zahlreiche Archaismen aus dem Französischen des 17./18. Jahrhunderts (vgl. oben Dumas), dialektale Mitbringsel aus der Picardie und der Champagne, sowie eine zunehmende Sprachmischung mit hessischen Mundarten und dem Hochdeutschen.
In einem Gedicht fasste Friedrich Stoltze das Sprachgemisch zusammen:

„Hélas, Martin! Hélas, Martin!

Chassez le Gickel aus dem jardin!

Il verkratzt mer, häst tu le Steuwe!

Toutes les nouveaux gehle Reuwe!“

## Politik

### Stadtverordnetenversammlung
Die Kommunalwahl am 14. März 2021 lieferte folgendes Ergebnis, in Vergleich gesetzt zu früheren Kommunalwahlen:
| Sitzverteilung in der Stadtverordnetenversammlung 2021Insgesamt 37 Sitze - SPD: 4 - Grüne: 11 - LF: 1 - FDP: 4 - FWG: 7 - CDU: 10 | Parteien und Wählergemeinschaften | Parteien und Wählergemeinschaften           | 2021  | 2021  | 2016  | 2016  | 2011  | 2011  | 2006  | 2006  | 2001 a | 2001 a | 1997  | 1997  |
| Sitzverteilung in der Stadtverordnetenversammlung 2021Insgesamt 37 Sitze - SPD: 4 - Grüne: 11 - LF: 1 - FDP: 4 - FWG: 7 - CDU: 10 | Parteien und Wählergemeinschaften | Parteien und Wählergemeinschaften           | %     | Sitze | %     | Sitze | %     | Sitze | %     | Sitze | %      | Sitze  | %     | Sitze |
| Sitzverteilung in der Stadtverordnetenversammlung 2021Insgesamt 37 Sitze - SPD: 4 - Grüne: 11 - LF: 1 - FDP: 4 - FWG: 7 - CDU: 10 | Grüne                             | Bündnis 90/Die Grünen                       | 30,2  | 11    | 21,9  | 8     | 25,5  | 9     | 15,9  | 6     | 14,5   | 5      | 16,7  | 7     |
| Sitzverteilung in der Stadtverordnetenversammlung 2021Insgesamt 37 Sitze - SPD: 4 - Grüne: 11 - LF: 1 - FDP: 4 - FWG: 7 - CDU: 10 | CDU                               | Christlich Demokratische Union Deutschlands | 27,0  | 10    | 23,9  | 9     | 31,7  | 12    | 37,1  | 14    | 34,1   | 13     | 26,8  | 11    |
| Sitzverteilung in der Stadtverordnetenversammlung 2021Insgesamt 37 Sitze - SPD: 4 - Grüne: 11 - LF: 1 - FDP: 4 - FWG: 7 - CDU: 10 | FWG                               | Friedrichsdorfer Wählergemeinschaft         | 19,8  | 7     | 25,7  | 10    | 17,4  | 6     | 15,5  | 6     | 8,5    | 3      | 9,4   | 4     |
| Sitzverteilung in der Stadtverordnetenversammlung 2021Insgesamt 37 Sitze - SPD: 4 - Grüne: 11 - LF: 1 - FDP: 4 - FWG: 7 - CDU: 10 | FDP                               | Freie Demokratische Partei                  | 11,1  | 4     | 11,6  | 4     | 7,0   | 3     | 8,6   | 3     | 6,3    | 2      | 4,9   | 0     |
| Sitzverteilung in der Stadtverordnetenversammlung 2021Insgesamt 37 Sitze - SPD: 4 - Grüne: 11 - LF: 1 - FDP: 4 - FWG: 7 - CDU: 10 | SPD                               | Sozialdemokratische Partei Deutschlands     | 10,0  | 4     | 13,4  | 5     | 18,4  | 7     | 19,9  | 7     | 26,4   | 10     | 21,9  | 9     |
| Sitzverteilung in der Stadtverordnetenversammlung 2021Insgesamt 37 Sitze - SPD: 4 - Grüne: 11 - LF: 1 - FDP: 4 - FWG: 7 - CDU: 10 | LF                                | Lebendiges Friedrichsdorf                   | 2,0   | 1     | –     | –     | –     | –     | –     | –     | –      | –      | –     | –     |
| Sitzverteilung in der Stadtverordnetenversammlung 2021Insgesamt 37 Sitze - SPD: 4 - Grüne: 11 - LF: 1 - FDP: 4 - FWG: 7 - CDU: 10 | Linke                             | Die Linke                                   | –     | –     | 3,4   | 1     | –     | –     | –     | –     | –      | –      | –     | –     |
| Sitzverteilung in der Stadtverordnetenversammlung 2021Insgesamt 37 Sitze - SPD: 4 - Grüne: 11 - LF: 1 - FDP: 4 - FWG: 7 - CDU: 10 | REP                               | Die Republikaner                            | –     | –     | –     | –     | –     | –     | 1,9   | 1     | 2,3    | 1      | 4,7   | 0     |
| Sitzverteilung in der Stadtverordnetenversammlung 2021Insgesamt 37 Sitze - SPD: 4 - Grüne: 11 - LF: 1 - FDP: 4 - FWG: 7 - CDU: 10 | LLF                               | Linke Liste Friedrichsdorf                  | –     | –     | –     | –     | –     | –     | 1,1   |       | –      | –      | –     | –     |
| Sitzverteilung in der Stadtverordnetenversammlung 2021Insgesamt 37 Sitze - SPD: 4 - Grüne: 11 - LF: 1 - FDP: 4 - FWG: 7 - CDU: 10 | UWG                               | Unabhängige Wählergemeinschaft              | –     | –     | –     | –     | –     | –     | –     | –     | 8,0    | 3      | 15,6  | 6     |
| Sitzverteilung in der Stadtverordnetenversammlung 2021Insgesamt 37 Sitze - SPD: 4 - Grüne: 11 - LF: 1 - FDP: 4 - FWG: 7 - CDU: 10 | Gesamt                            | Gesamt                                      | 100,0 | 37    | 100,0 | 37    | 100,0 | 37    | 100,0 | 37    | 100,0  | 37     | 100,0 | 37    |
| Sitzverteilung in der Stadtverordnetenversammlung 2021Insgesamt 37 Sitze - SPD: 4 - Grüne: 11 - LF: 1 - FDP: 4 - FWG: 7 - CDU: 10 | Wahlbeteiligung in %              | Wahlbeteiligung in %                        | 57,8  | 57,8  | 50,5  | 50,5  | 49,5  | 49,5  | 46,9  | 46,9  | 53,6   | 53,6   | 65,7  | 65,7  |

Für die Legislaturperiode vom 1. April 2021 bis 31. März 2026 waren 37 Stadtverordnete sowie die Ortsbeiräte zu wählen. Von 19.401 Wahlberechtigten beteiligten sich 11.214 an der Wahl.

### Bürgermeister
Nach der hessischen Kommunalverfassung wird der Bürgermeister für eine sechsjährige Amtszeit gewählt, seit dem Jahr 1993 in einer Direktwahl, und ist Vorsitzender des Magistrats, dem in der Stadt Friedrichsdorf neben dem Bürgermeister ehrenamtlich ein Erster Stadtrat und sieben weitere Stadträte angehören. Bürgermeister ist seit dem 1. September 2021 Lars Keitel (Grüne). Er wurde als Nachfolger von Horst Burghardt (Grüne), der nach vier Amtszeiten nicht mehr kandidiert hatte, am 28. März 2021 in einer Stichwahl bei 51,37 Prozent Wahlbeteiligung mit 52,66 Prozent der Stimmen gewählt.
Amtszeiten der Bürgermeister
- 2021–2027 Lars Keitel (Grüne)[16]
- 1997–2021 Horst Burghardt (Grüne)[17]
- 1985–1997 Gerd Schmidt (FWG)

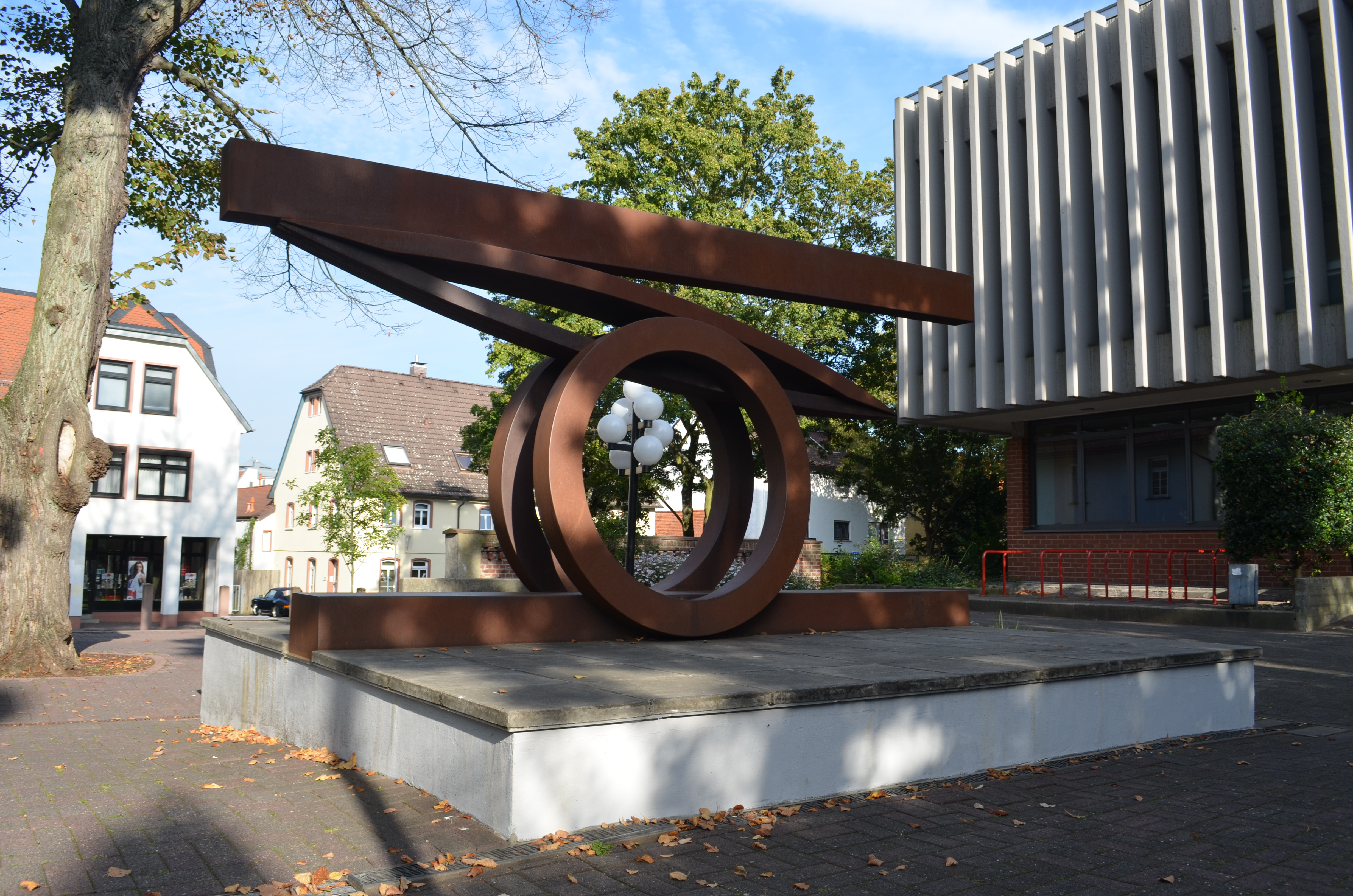
Skulptur „Im Gleichgewicht“ von Claus Bury, seit 2006 vor dem Rathaus

- 1984–1985 Klaus Vetzberger (CDU) (1942–2021)[20]
- 1978–1984 Karl-Heinz Paeleke (CDU)[21]
- 1973–1978: Wilfried Fey (SPD)

Bürgermeister vor der Gebietsreform 1972 waren:
- Abraham Rousselet
- 1868–1885: Charles Garnier
- 1885–1905: Adolphe Garnier
- 1905–1910: Alfred Becher
- 1911–1916: Hugo Schneider
- 1916–1934: Otto Foucar
- 1934–1945: Rudolf Weyrach (NSDAP)
- 1945–1946: Otto Foucar (kommissarisch)
- 1946–1954: Ernst Klemm (SPD)
- 1954–1973: Walter Ziess (UWG)

### Wappen

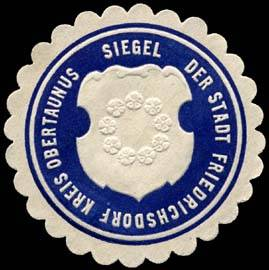
Das erste Wappen auf einer Siegelmarke der Stadt Friedrichsdorf

| Wappen der Stadt Friedrichsdorf | Blasonierung: „Im schräggevierten Schild oben in Blau eine silberne Rose mit silbernen Butzen, unten in Rot ein goldener Turm, vorn in Silber ein vierspeichiges rotes Rad und hinten in Silber ein rotes Hufeisen.“ |
| Wappen der Stadt Friedrichsdorf | Wappenbegründung: Nach der Gebietsreform wurde 1975 ein neues Wappen geschaffen, das die neuen Stadtteile berücksichtigt: die silberne Rose von Friedrichsdorf, das rote vierspeichige Rad für Köppern, ein rotes Hufeisen für Seulberg und der goldene Turm aus dem Wappen von Burgholzhausen. Das Wappen wurde vom Bad Nauheimer Heraldiker Heinz Ritt gestaltet und am 28. Oktober 1975 durch das Hessische Ministerium des Innern genehmigt. |

Historisches Wappen
| Ehemaliges Wappen der Stadt Friedrichsdorf | Blasonierung: „In Blau neun kranzförmig gestellte silberne Rosen mit goldenem Butzen und grünen Kelchblättern.“ |
| Ehemaliges Wappen der Stadt Friedrichsdorf | Wappenbegründung: Der 1687 als Niederlassung französischer Flüchtlinge (Hugenotten) entstandene Ort, der 1699 nach seinem Gründer, dem Landgrafen Friedrich II. von Hessen-Homburg, benannt wurde, hat am 20. April 1771 Stadtrechte erhalten. Ein Besuch des russischen Großfürsten Nikolaus Paulowitsch mit seiner Gemahlin Alexandra Feodorowna, geb. Prinzessin von Preußen, am hessen-homburgischen Hofe gab den Anlass, dass der Stadt durch Urkunde des Landgrafen vom 9. Juni 1821 das Stadtwappen verliehen wurde. In der Wahl des Wappens lag zugleich eine Huldigung für die Großfürstin; denn die Anzahl der Rosen wurde nach den Buchstaben ihres Namens Alexandra bestimmt. Am 14. Januar 1828 verlieh der Landgraf der Gemeinde auch ein Siegel, in dem das Wappen enthalten ist. |

### Flagge

Bannerflagge der Stadt Friedrichsdorf

Zeitgleich zum Wappen wurde der Stadt eine Flagge genehmigt und wird wie folgt beschrieben:
„Die Flagge ist blau-weiß-rot (1:1:1) gestreift und im oberen Drittel belegt mit dem Stadtwappen.“
Historische Flagge
Die frühere Stadt führte folgende Flagge:
„Die Flagge ist blau-weiß (1:1) gestreift und im oberen Drittel belegt mit dem Stadtwappen.“

### Städtepartnerschaften

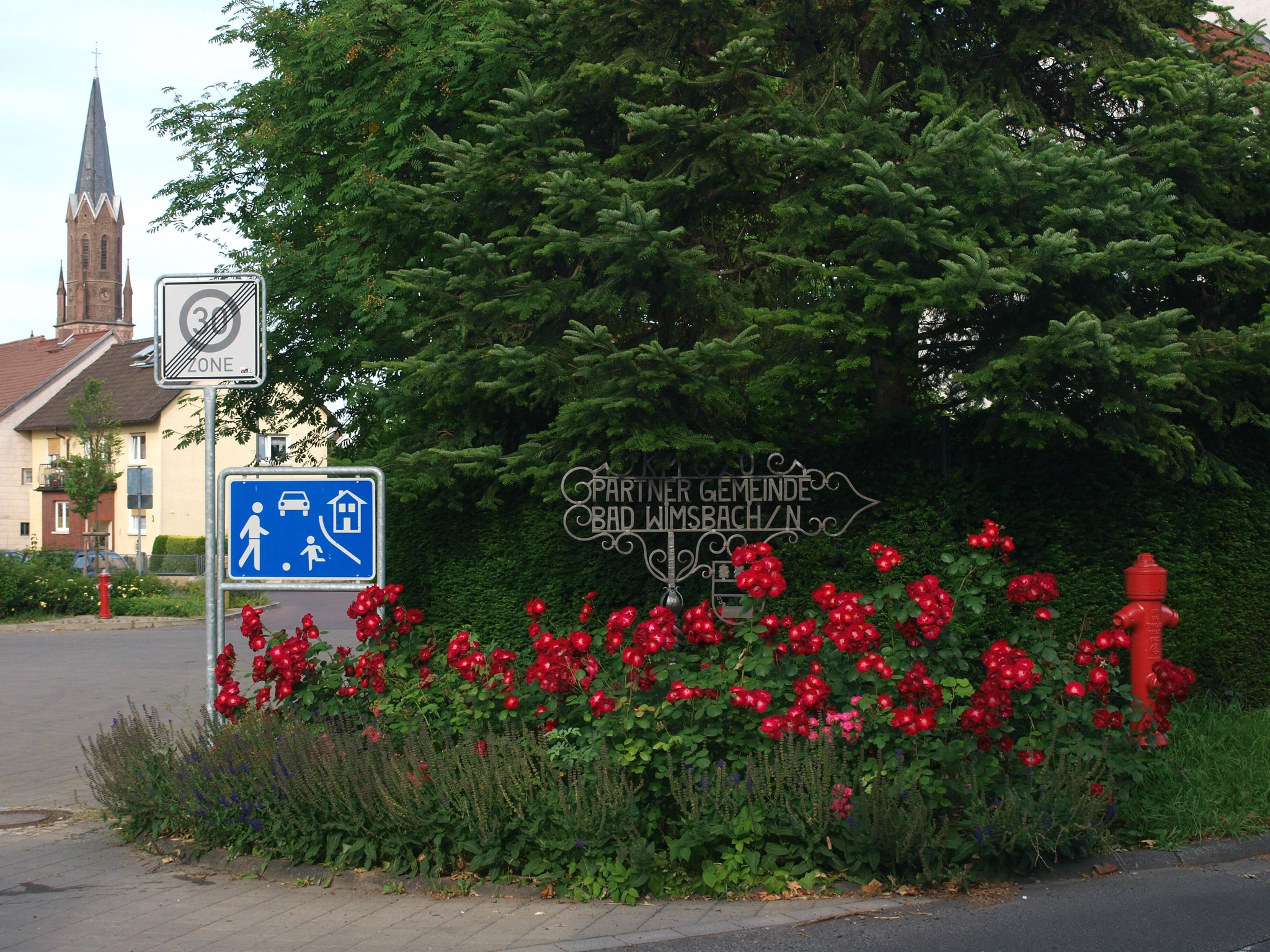
Wegweiser Wimsbach in Seulberg

Die Partnerschaft mit der österreichischen Marktgemeinde Bad Wimsbach-Neydharting besteht bereits seit 1968 und wurde damals von Seulberg ins Leben gerufen. Nach jeder Teilgemeinde ist eine Straße in Seulberg benannt. 1973 folgte als weitere Partnerstadt das französische Houilles, dem der Houiller Platz in der Kernstadt östlich des Bahnhofs gewidmet ist. Die Verschwisterung mit dem englischen Chesham, nach dem eine Straße nahe dem Houiller Platz benannt ist, wurde 1990 besiegelt.

## Religion

### Mormonentempel

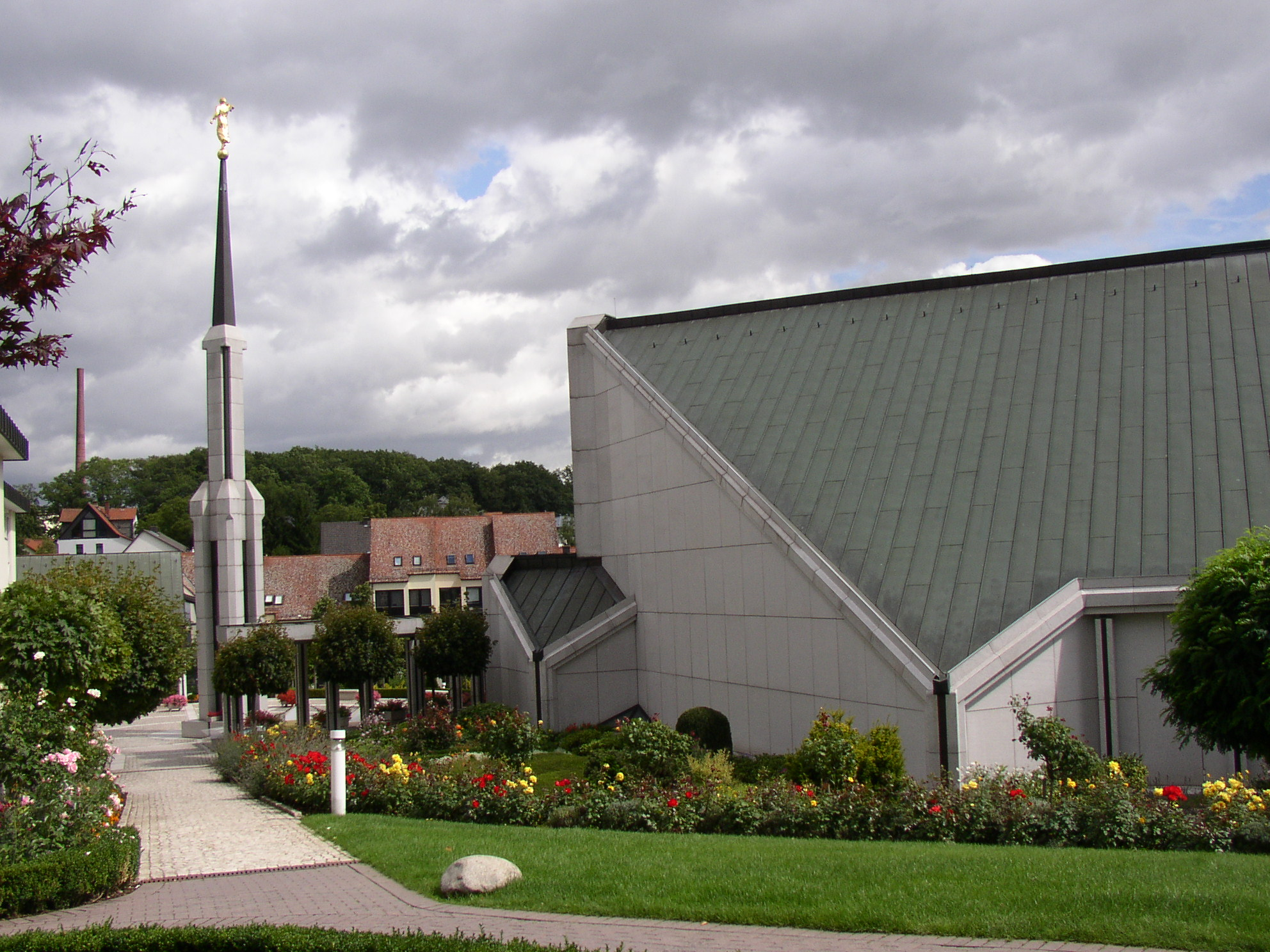
Frankfurt-Tempel, August 2005

In Friedrichsdorf steht der 1987 eröffnete Frankfurt-Tempel, einer der beiden Tempel der Kirche Jesu Christi der Heiligen der Letzten Tage (Mormonen) in Deutschland.

### Evangelische Kirchen

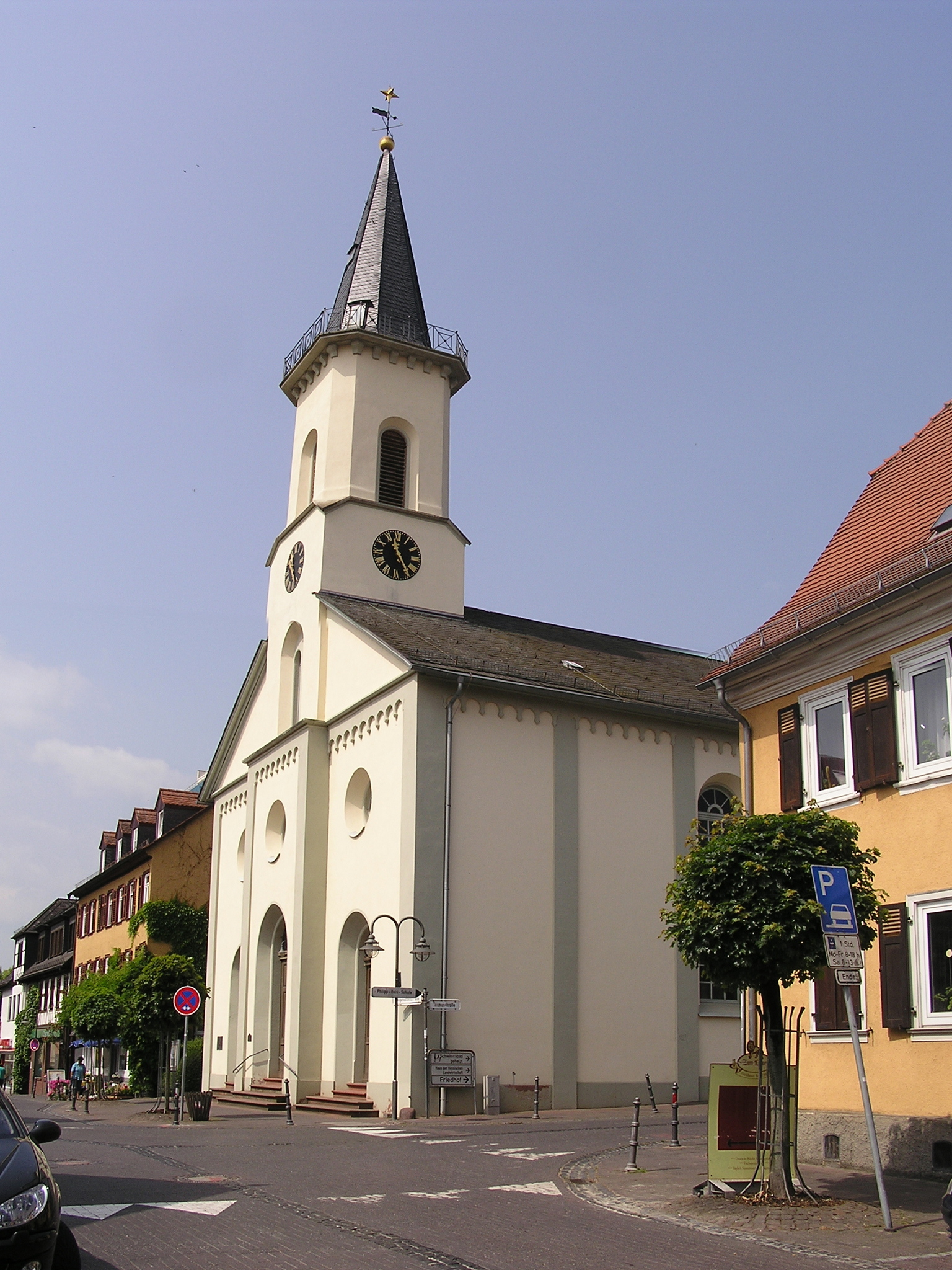
Evangelisch-reformierte Kirche Friedrichsdorf

Die evangelisch-reformierte (früher: französisch-reformierte) Kirche in der Hugenottenstraße wurde 1834 bis 1837 errichtet. Sie ersetzte eine zu Beginn des 18. Jahrhunderts errichtete kleine Fachwerkkirche an gleicher Stelle. Architekt des am 28. Juni 1837 eingeweihten Neubaus war der Frankfurter Architekt Rudolf Burnitz. Erbaut wurde eine Kirche mit rechteckigem Grundriss und eine Fassade die in drei Portale gegliedert ist. Über dem mittleren Portal erhebt sich der Turm, dessen Spitze ein Spitzhelm, geschmückt mit einer vergoldeten Kugel, einer Wetterfahne und einem Stern mit sechs Spitzen, bildet. Der Innenraum wird durch die barocke Kanzel dominiert, die noch aus der ersten Kirche stammt. Bis 1914 wurden die Gottesdienste in französischer Sprache gehalten. Französische Inschriften am marmornen Blockaltar, an der Orgel und dem Opferstock im Eingangsbereich stammen aus dieser Zeit. Von den drei Glocken mit der Tonfolge d1-f1-g1 wurden die größte und die kleinste 1950 – unter anderem finanziert durch eine Spende des Hochkommissariats der Französischen Republik in Deutschland – von Friedrich Wilhelm Schilling in Heidelberg gegossen. Die mittlere stammt aus der Erbauungszeit der heutigen Kirche und wurde 1836 von Ph. H. Bach in Windecken gegossen. Neben einer französischen Inschrift ist die Glocke mit einem Relief des Friedrichsdorfer Wappens geschmückt.
1820 genehmigte der Landgraf die Durchführung einer Kollekte zum Bau einer Schule und eines Betsaals in Dillingen und brachte ein zweistöckiges Wohnhaus als Schenkung selbst ein. Bis dahin mussten die Dillinger in die Kirche in Köppern gehen. 1821 war das Wohnhaus umgebaut. Allerdings waren die geschaffenen Räume aufgrund der kleinen Fenster so düster, dass die landgräfliche Regierung den Bau mit einem „Arrest-Lokal“ verglich und den Einbau eines großen gotischen Kirchenfensters anordnete. 1837 wurde eine Glocke erworben. Eine zweite Glocke stand teilweise als Leihgabe zur Verfügung. 1883 wurde ein Anbau errichtet, der als Gefängnis diente. 1888 erfolgte ein weiterer Ausbau zu dem heutigen Gebäude. Das Haus enthielt nun eine Volksschule und die Kirche. Heute befinden sich im Dachreiter zwei Glocken der Glocken- und Kunstgießerei Rincker aus den Jahren 1924 und 1976 und der Tonfolge a2-c3.
Seit 1853 besteht die evangelisch-methodistische Kirchengemeinde, die heute ein Gebäude in der Wilhelmstraße besitzt.
In Köppern befindet sich die 1731 errichtete evangelische Kirche.
Im Ortsteil Seulberg steht die von der Autobahn gut sichtbare neugotische evangelisch-lutherische Kirche, die aus im Ort gebrannten Feldbrand-Ziegelsteinen erbaut wurde.
Burgholzhausen wurde durch den Augsburger Religionsfrieden im 16. Jahrhundert konfessionell zweigeteilt, weshalb im Ortskern relativ nahe beieinander die katholische sowie die 1718 erbaute und an dieser Stelle insgesamt dritte evangelische Kirche stehen.

### Neuapostolische Kirche
Die Neuapostolische Kirche in Friedrichsdorf befindet sich seit 1971 in der Landgraf-Friedrich-Straße 15. Das heutige Gebäude stammt aus dem Jahr 1993. Die erste Versammlungsstätte, ein Hinterhaus der Adresse Hauptstraße 64 (heute Hugenottenstraße), wurde bereits 1955 geweiht und 1958 erweitert.

### Katholische Kirche

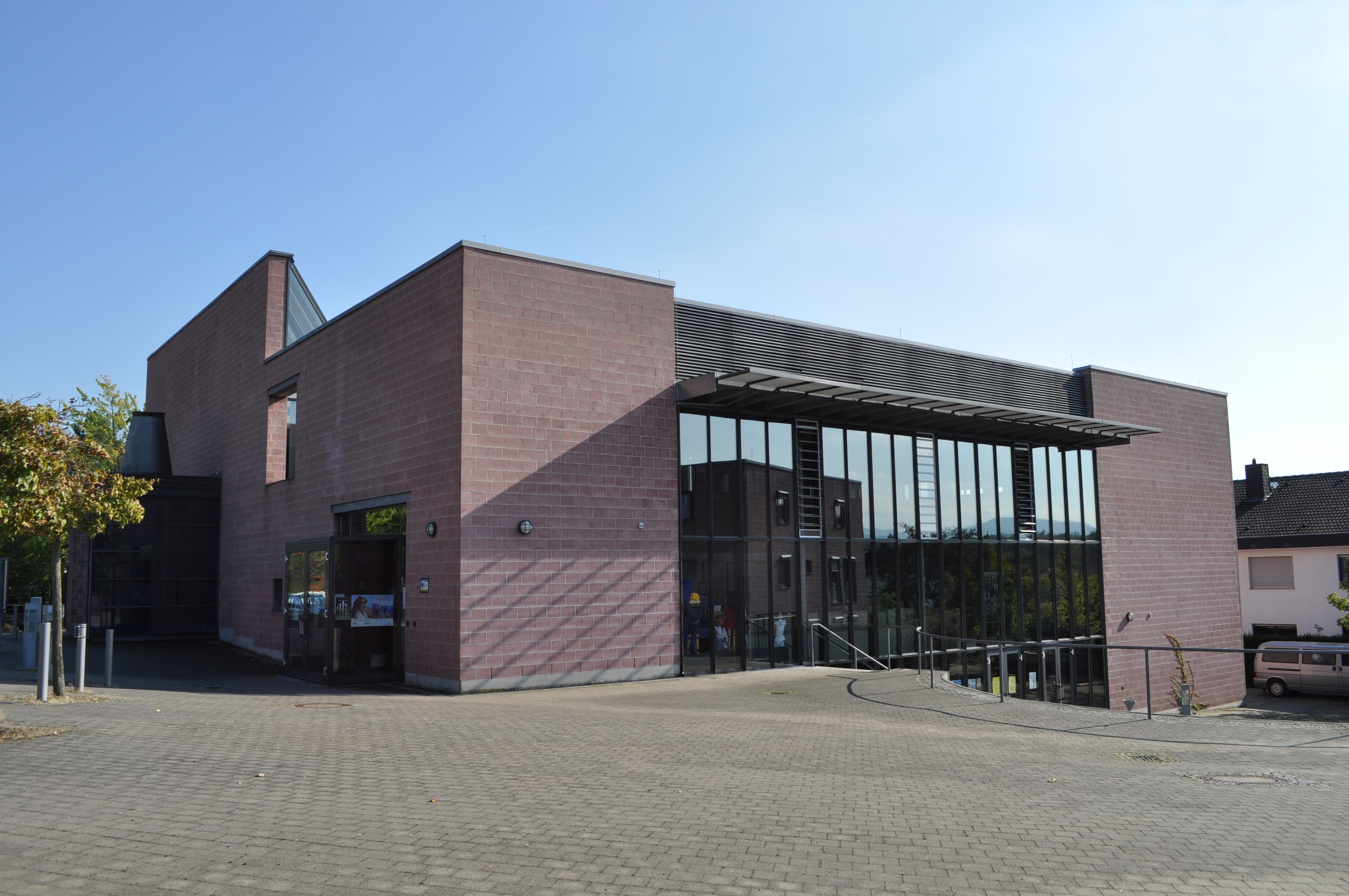
Katholische Kirche St. Bonifatius

Die Katholische Kirche ist dem heiligen Bonifatius geweiht. Es handelt sich um einen modernen Neubau in der Ostpreußenstraße in Seulberg, der 1991–1993 durch den Architekten Prof. Rolf Hoechstetter aus Darmstadt umgesetzt wurde. Der mit zwei Architekturpreisen ausgezeichnete Bau mit einer BGF von 2.173 m² kostete 3,85 Millionen Euro. Die Kirche mit Festsaal, das Pfarrhaus und der allein stehende Glockenturm bilden eine Freifläche in Form einer Arena. Die Inneneinrichtung der Kirche wurde durch den Architekten und Bildhauer Ulrich Hahn aus Aachen konzeptioniert und umgesetzt., entworfen und gefertigt. Die drei kleinen Glocken mit der Tonfolge h1-cis2-e2 wurden 1960 von Petit & Gebr. Edelbrock in Gescher für die damals noch in der Gartenstraße in Seulberg ansässige Kirche gegossen.
In der Taunusstraße in Friedrichsdorf stand seit 1913 die Herz-Jesu-Kirche. Das Grundstück wurde 2012 an die Stiftung Nieder-Ramstädter Diakonie verkauft und die Kirche 2013 abgerissen. Die Glocken mit der Tonfolge g1-a1-c2-d2, 1962 bei Petit & Gebr. Edelbrock gegossen, wurden auf den Dillinger Friedhof (größte), St. Bonifatius (zweitgrößte) und St. Marien in Bad Homburg verteilt, die Fenster erhielt eine anglikanische Kirche in den Arabischen Emiraten.
In Köppern befindet sich das Gemeindezentrum St. Josef, das mit St. Bonifatius zur Pfarrei St. Marien Bad Homburg/Friedrichsdorf im Bistum Limburg gehört. Die Heilig-Kreuz-Kirche in Burgholzhausen ist dem Bistum Mainz zugehörig.

### Jüdische Gemeinde
In einer Urkunde aus dem Jahr 1547 wird ein unter dem Schutz des Landgraf Ludwig IV. stehender Jud Mayer von Seulberg schriftlich erwähnt. Ein Friedhof bei Seulberg existiert mindestens seit 1580, jüdische Familien in beiden Orten im 16. und 17. Jahrhundert. Sie gehörten zuerst zur Homburger Gemeinde, ab 1855 war die Seulberger Gemeinde mit Köppern eigenständig. Zu dieser Zeit gab es schon Spannungen, unter anderem wegen des jedem Bürger zustehenden Losholzes aus dem Gemeindewald, das 1848 zu einem erst mittels 300 Soldaten beendeten Krawall führte. Wo sich der Betsaal bzw. später die Synagoge befand, ist unklar.

## Kultur und Sehenswürdigkeiten

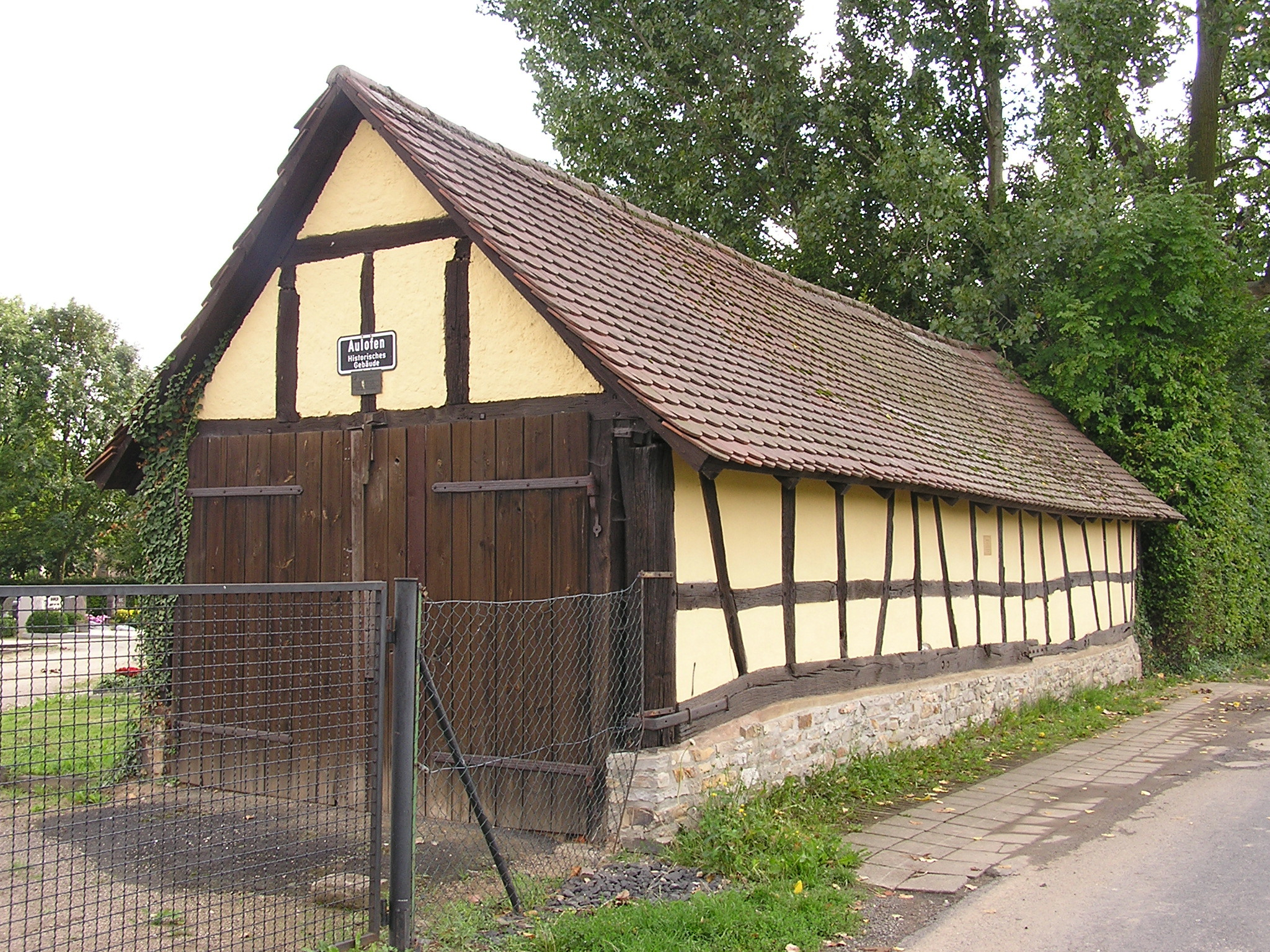
Der vom Heimatmuseum Seulberg unterhaltene Aulofen

Im Ortsteil Köppern befindet sich das im Familienbetrieb unterhaltene Kino. Es geht auf den 1890 vom damaligen Betreiber eine Gaststätte Johann Weidinger gegründeten Verein zurück, der zunächst einen Turn-, Gesangs- und Tanzsaal unterhielt. Ab 1926, nach zwei Umbauten und Lichtspielvorführer-Prüfung, gab es in Friedrichsdorf erstmals ein richtiges Kino. Der Filmprojektor wurde nach dem Zweiten Weltkrieg für zwei Jahre von den Amerikanern beschlagnahmt, wieder zurückgegeben und wird heute noch betrieben. Ebenfalls in Köppern befindet sich das Forum Friedrichsdorf, ein Bürgerhaus, das für verschiedene Kulturveranstaltungen wie Live-Auftritte bekannter Personen genutzt wird.

### Museen

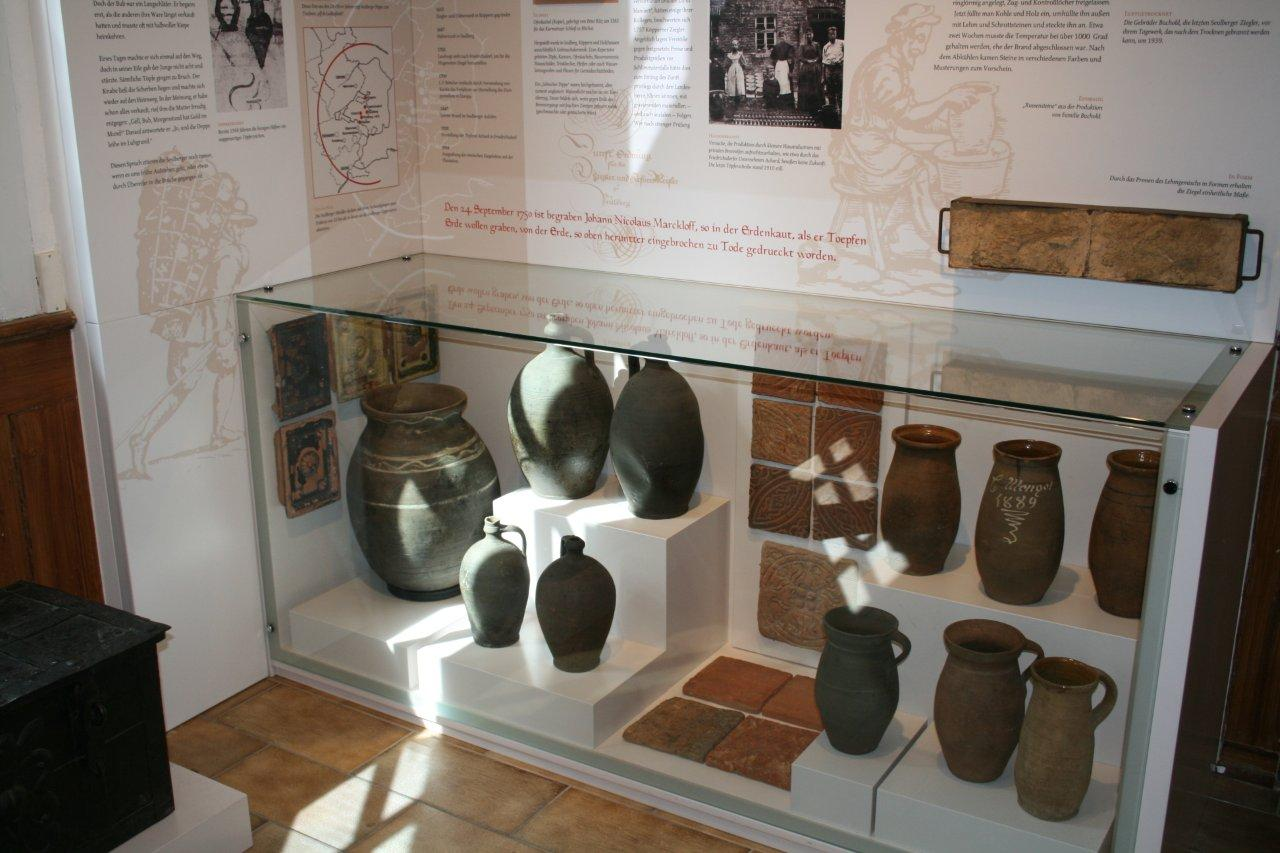
Selwicher Dippe

Im ehemaligen Wohnhaus von Philipp Reis wurde ein Museum eingerichtet, dass sich mit Reis’ Leben, der Erfindung des Telefons und der Geschichte der Hugenotten befasst. In Seulberg liegt das Heimatmuseum, das sich vor allem mit der Lokalgeschichte widmet.

### Parks
Die einzige parkartig angelegte Grünfläche in Friedrichsdorf ist das Gelände an der Bleiche, ein Ort, an dem früher Wäsche zum Bleichen aufgehängt wurde. Seit Ende 2022 wird die teils stark zugewachsene Fläche, zu der noch ein Spielplatz gehört, neu gestaltet. Auf dem Platz der angrenzenden Rollschuhbahn entsteht eine Kindertagesstätte.

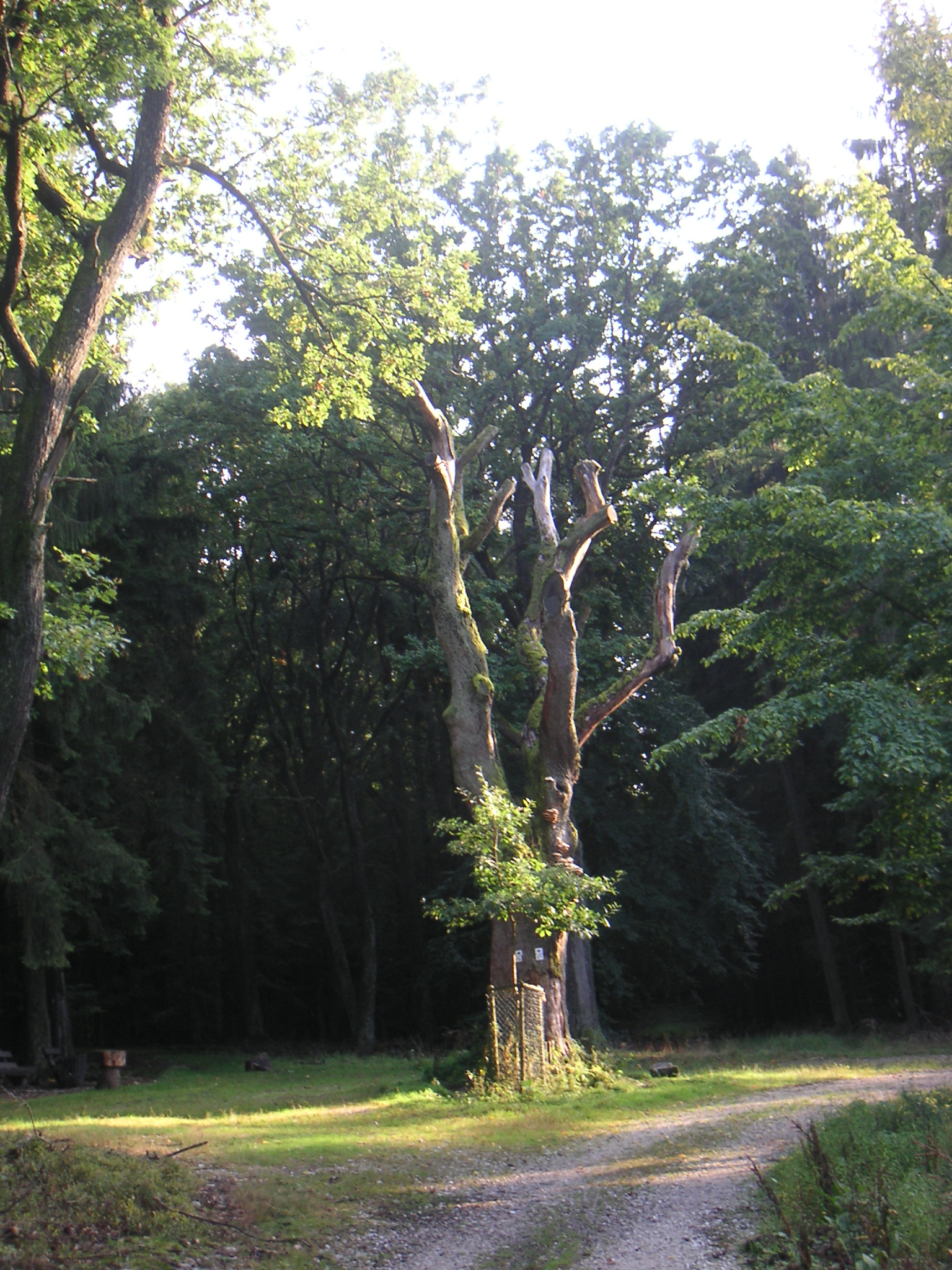
Der Batzenbaum

### Naturdenkmäler
Am westlichen Rand der Gemarkung im Wald stand bis 2007 der Batzenbaum, eine alte Eiche auf einer Lichtung. Da der alte Baum krank war, wurde inzwischen eine neue Eiche gepflanzt, der alte Baum steht aber noch. Der Name deutet auf einen alten Handelsplatz hin. An der Hardtwaldallee in Seulberg, am Rand des Hardtwalds, steht ebenfalls eine als Naturdenkmal ausgewiesene alte Eiche.

### Sport
Am Dillinger Hang befindet sich das im Sommerhalbjahr betriebene, 1989 eröffnete Friedrichsdorfer Freibad mit Kleinkind-, Schwimmer-, Sprung- und Erlebnisbecken. Neben einem 5-Meter-Sprungturm ist eine Wasserrutsche installiert. Das Schwimmbad ist beheizt, bis zur Schließung der Tettauer Glaswerke geschah dies mit deren Kühlwasser.

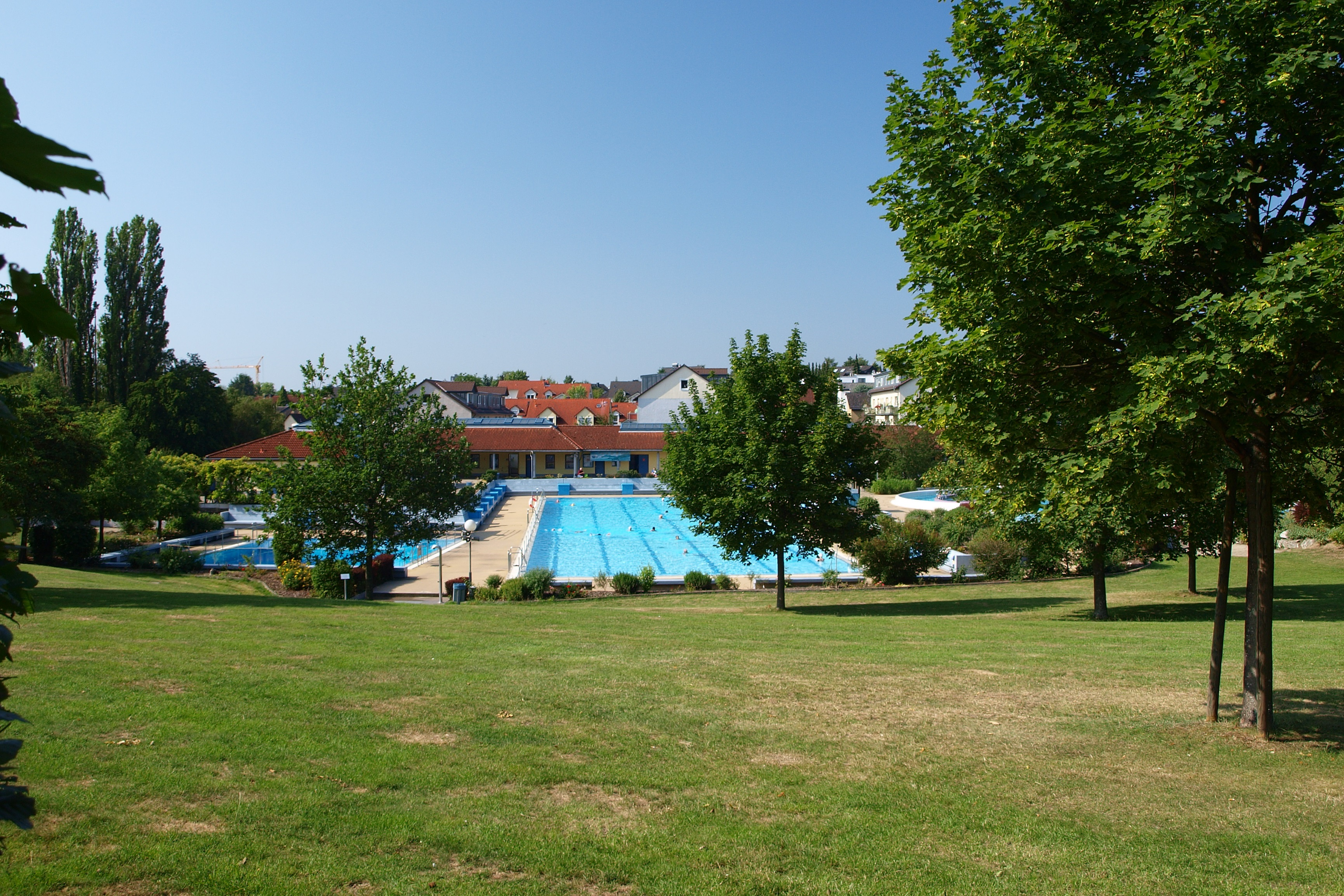
Freibad

In den Ortsteilen und der Kernstadt existieren mehrere Sportvereine mit kleineren Sportanlagen für verbreitete Sportarten; in Seulberg wird ein Tennisplatz im Winter mit einer aufblasbaren Hülle überspannt und ist somit ganzjährig bespielbar. In unmittelbarer Nähe liegt im Hardtwald der Kletterwald Taunus. Im Zuge des Neubaus der Philipp-Reis-Schule entstand am Spießwald ein neues Sportzentrum.

### Regelmäßige Veranstaltungen
In jedem Ortsteil gibt es ein traditionelles Fest. In Friedrichsdorf selbst findet jährlich der Hugenottenmarkt statt. Dabei sind in der Hugenottenstraße vom östlichen Ende bis zum Rathaus verschiedene Verkaufsstände mit Speisen und Getränken, Haushaltsgegenständen oder Dekoration aufgestellt. Ergänzt wird das Programm von verschiedenen Musikbühnen und Flohmärkten. In Seulberg wird im alten Ortskern das Dippe- und Brunnenfest gefeiert, bei dem überwiegend handwerkliche Gegenstände verkauft werden. Außerdem findet jährlich das Schützenfest statt, bei dem ein kleiner Festumzug zum Vereinsheim des Schützenvereins am Rand des Hardtwalds läuft. Im Heimatmuseum werden ergänzend kleine Märkte, regelmäßig der Oster- und Nikolausmarkt, abgehalten. Das Batschkappenfest wird in Köppern gefeiert. Wegen der Übernahme der Finanzierung durch die Freiwillige Feuerwehr ist diese während des Fests für Besucher offen. In Burgholzhausen findet der Dorfspaß statt, bei dem einzelne Fahrgeschäfte aufgebaut werden. Weitere kulturelle Veranstaltungen stellen die von der Stadt ausgerichtete Kult(o)ur und die Friedrichsdorfer Sommerbrücke dar, zu denen Musikgruppen und andere Unterhaltungskünstler auftreten.
Zweimal in der Woche, mittwochs und samstags, findet auf dem Landgrafenplatz der Wochenmarkt größtenteils mit dem Verkauf von frischen Nahrungsmitteln statt.

## Wirtschaft und Infrastruktur
Friedrichsdorf wies im Jahr 2023 einen weit überdurchschnittlichen Kaufkraftindex von 126,5 des Bundesdurchschnitts auf.

### Ansässige Unternehmen

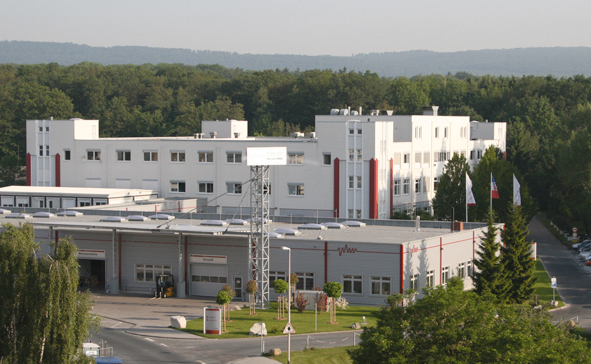
Peiker in der Max-Planck-Straße

Teilweise handelt es sich um die deutschen Niederlassungen von weltweit agierenden Unternehmen oder um die Zentrale deutscher Firmen. Während der historische Schwerpunkt auf Handwerk und Herstellung lag, sind heute durch die Lage im Speckgürtel von Frankfurt verschiedenste Unternehmen angesiedelt, teilweise knüpft die Telekommunikationsbranche an die technischen Leistungen von Philipp Reis, dem Erfinder des Telefons, und von Professor Willy Wagner, dem Erfinder der Siebkettentechnik, an.
Im Gewerbegebiet Max-Planck-Straße befinden sich beispielsweise:
Axicorp GmbH (Pharma),
Bionic Medizintechnik GmbH (Medizintechnik),
CUTES Europe Ltd. (Vakuumtechnik),
JM2 Technologies GmbH & Co. KG (Entwicklung von Fahrzeugelektronik),
Kawasaki Motors Europe (Motorräder),
MAXON Computer GmbH,
Oettinger Sportsystems (Fahrzeugtuning),
Peiker Acustic (Kommunikationslösungen für die Automobilindustrie),
Spang & Brands GmbH (Medizinische Kunststofftechnik) und
Takko International Einkaufsgesellschaft mbH (TKI).

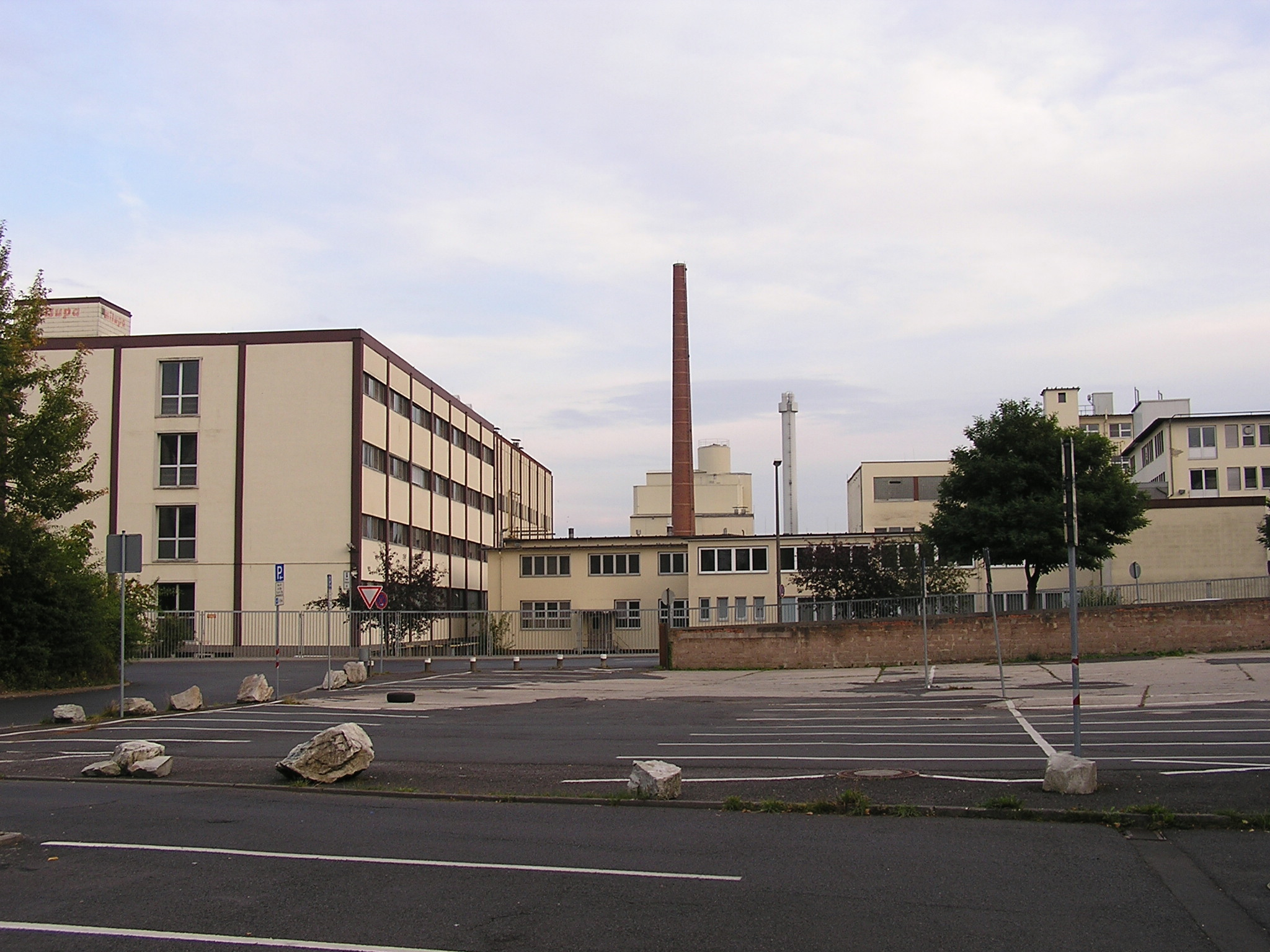
Ehemalige Produktions- und Laborgebäude der Milupa auf dem Gelände zwischen Bahn- und Professor-Wagner-Straße

Eine große Fläche im Stadtzentrum nahmen die Gebäude samt Produktionsanlagen der Firma Milupa ein. In Friedrichsdorf wurden Säuglingsnahrung und Pulmoll hergestellt. Mit der Übernahme durch internationale Unternehmen wurden nach und nach verschiedene Bereiche ins Ausland verlagert, zuletzt die Laboratorien, so dass nur noch Qualitätskontrolle und Büros übrig blieben. Auf dem Gelände wurde das Einkaufszentrum Taunus Carré errichtet und im Juli 2013 eröffnet.
Die Firma Metallbau Arnold ist bekannt dafür, dass sie für Künstler wie Jeff Koons Skulpturen herstellt. Zwieback wird in Friedrichsdorf heute noch von den Firmen Praum und Pauly (zu Brandt) hergestellt, wobei Praum im Februar 2010 die Produktion nach Neu-Anspach verlegte.
Ebenfalls nicht mehr in Friedrichsdorf ansässig sind die Tettauer Glaswerke, deren Werk III sich mit der Herstellung von medizinischen und insbesondere keimfreien Glasverpackungen befasste. Die Abwärme der Glasöfen wurde effizient genutzt, um das Freibad und einige Wohnhäuser zu beheizen. Nach der Stilllegung wurde dafür neben dem Schwimmbad ein kleines Gas-Blockheizkraftwerk errichtet. Auf der Fläche der Glaswerke wurde ein Wohngebiet errichtet.
Darüber hinaus hatte das Unternehmen Bose Corporation (HiFi) einen Sitz in Friedrichsdorf, das ihren Sitz nach Esslingen am Neckar verlegt hat.
Im Jahr 1970 eröffnete im Stadtteil Seulberg der erste toom Markt, der inzwischen ein Rewe Center ist.
Die evangelikale Hilfsorganisation World Vision Deutschland hat ihren Sitz ebenfalls in Friedrichsdorf.
Der Hessische Bauernverband hat seinen Sitz und seine Hauptgeschäftsstelle in Friedrichsdorf. In seinen Gebäuden befinden sich ebenso die Geschäftsstellen des Landfrauenverbandes, der Hessischen Landjugend und seiner Steuerberatungsgesellschaft. Er betreibt dort ein Seminar- und Tagungshaus mit Übernachtungsmöglichkeiten.
Seit den 1990er Jahren hat im Ortsteil Dillingen das Animationsstudio Dingo Pictures ihren Sitz.

### Verkehr

#### Straße

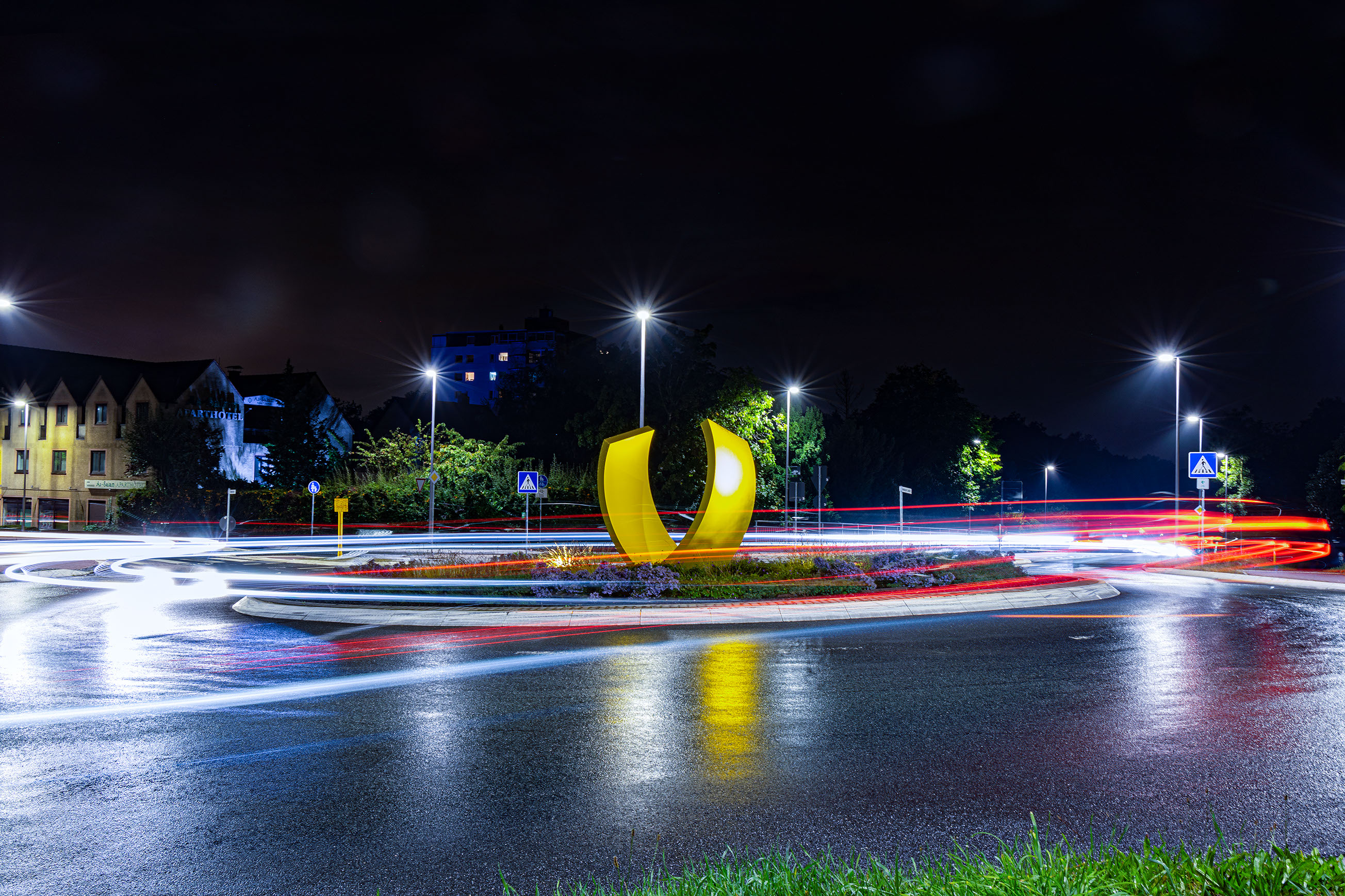
Der Friedrichsdorfer Skulpturenpfad ist um ein Kunstwerk reicher: Auf dem bislang größten Kreisel Friedrichsdorfs an der Homburger Landstraße (B 455) steht die sonnengelbe Skulptur von Ann Reder

Durch die Friedrichsdorfer Gemarkung verläuft die Verkehrsachse A 5, die am nördlichen Rand des Stadtgebiets eine Anschlussstelle (16, Friedberg/Friedrichsdorf) hat. Außerdem durchquerte die B 455 die Stadt, die durch die L 3057 (seit 2006 die Friedrichsdorfer Entlastungsstraße) abgelöst wurde.

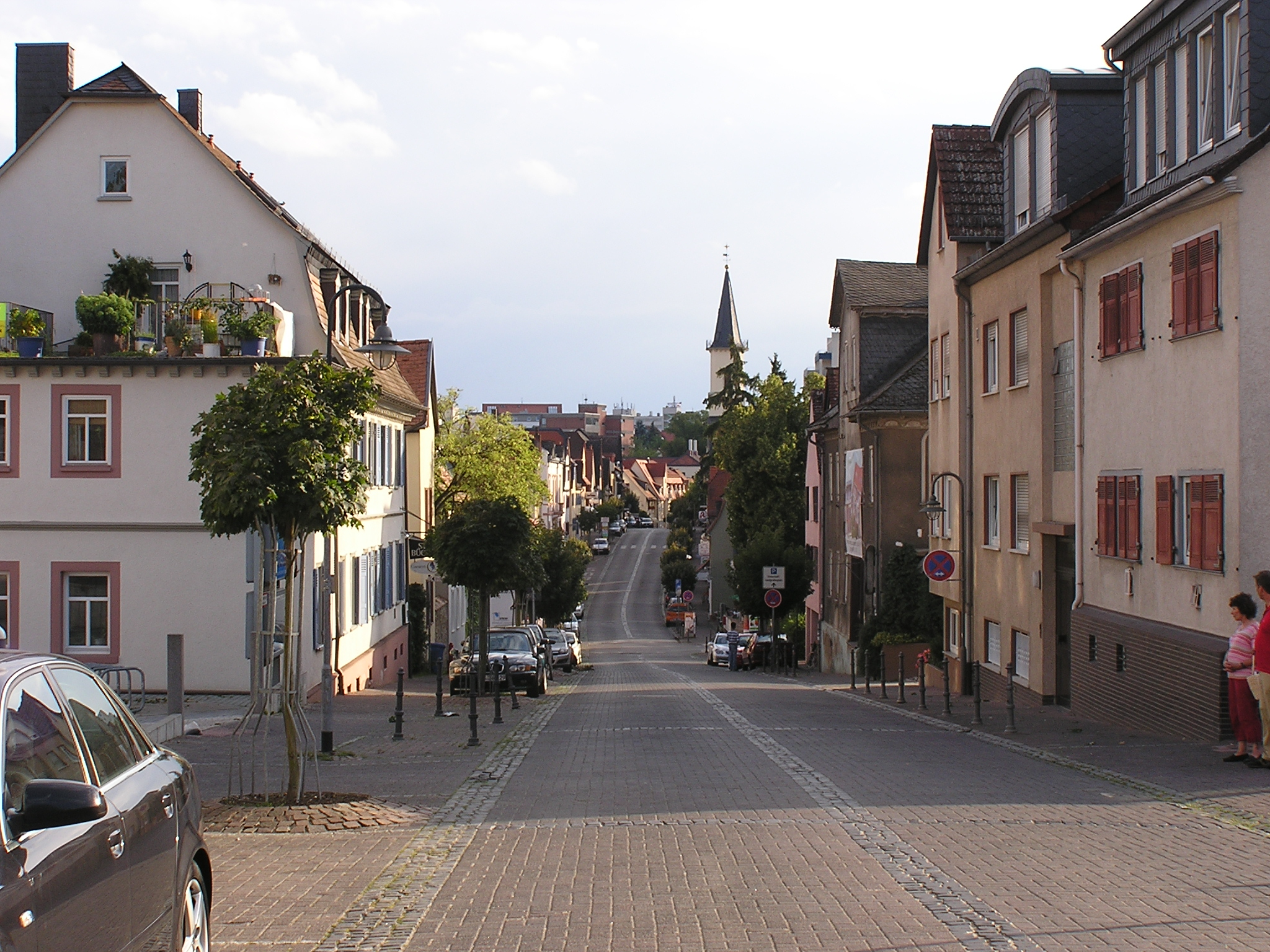
Hugenottenstraße

Die Entlastungsstraße verläuft fast immer parallel zur A 5 und ist somit eine vielgenutzte Ausweichstrecke zur Autobahn. Nach langen Planungen war im November 2002 Spatenstich für den ersten Abschnitt. Der westlich von Burgholzhausen gelegene Straßenabschnitt einschließlich des ersten Friedrichsdorfer Kreisverkehrs beim Gewerbegebiet Max-Planck-Straße wurden 2003 eröffnet. Im April 2005 begannen die Arbeiten am Nordabschnitt östlich Köppern. Er beginnt am bisherigen Ende des mittleren Abschnitts. An der Verbindungsstraße Köppern–Rodheim endet der Neubau, bis zum Köpperner Kreuz wurde die alte Straße ausgebaut. Das Köpperner Kreuz wurde komplett neu angelegt und der Hauptverkehrsfluss auf die Entlastungsstraße ausgelegt. Im Oktober 2006 konnte der Nordabschnitt wesentlich früher als geplant für den Verkehr freigegeben werden. Für den Südabschnitt lief seit Frühling 2007 ein Planfeststellungsverfahren. Ursprünglich war geplant, die vorhandenen Kreisstraßen und das Zwischenstück der Seulberger Umgehungsstraße auszubauen. Nach Protesten seitens der Anwohner wurde ein Lärmschutz mit in die Planungen einbezogen. Es zeigte sich jedoch, dass diese Kombination teurer sein würde als der bis dahin als unwahrscheinliche Variante gehandelte Neubau unmittelbar neben der Autobahn. Mitte Juni 2007 wurde der Bau des Südabschnitts dann beschlossen. Im Februar stimmte die Regionalversammlung Hessen der Änderung des Regionalplans zu, so dass nach einer erfolgten Änderung des Flächennutzungsplan 2009 mit dem Bau begonnen sollte. Als Bauzeit wurden sechs Monate angegeben. Damit kann die L 3057 zur Ortsstraße zurückgestuft werden und mit Umgestaltungsarbeiten begonnen werden. Ende 2008 schien der Bau zunächst zu scheitern, da verschiedene Siedlungsreste im Bereich der Trasse gefunden wurden, die zunächst gesichert werden mussten. Kurz darauf wurde vom Land Hessen die Bereitstellung eines ausreichenden Betrags zur Finanzierung im Straßenbau für das Jahr 2009 in Aussicht gestellt, womit die Sicherungsarbeiten der historischen Reste dann beginnen konnten. Bei den Ausgrabungen wurden unter anderem Tonstücke gefunden, die der Rössener Kultur zugeordnet werden. Erst 2012 wurde die Auftragsvergabe vorbereitet und im Sommer 2013 mit den Bauarbeiten begonnen. Neben den Funden war die Verlegung einer Gasfernleitung Grund für die Verzögerungen. Im November 2014 wurde der letzte Teil schließlich eröffnet und die Entlastungsstraße somit vervollständigt. Als Ausgleich wurde die Kreisstraße Seulberg–Burgholzhausen zwischen der Entlastungsstraße und der Ortsumgehung Seulberg zu einem Radweg umgewidmet.

##### Busverkehr
In Friedrichsdorf besteht ein Busnetz.
| Linie               | Linienverlauf | Betreiber          | Im Auftrag von       | Haltestellen | Fahrtzeit (in Minuten) | Takt                                                 |
| ------------------- | --- | ------------------ | -------------------- | ------------ | ---------------------- | ---------------------------------------------------- |
| HTK-53              | Friedrichsdorf Bf. > Max-Planck-Str. > Burgholzhausen > Philipp-Reis-Schule > Taunus Carre > Friedrichsdorf Bf. > Wachthaus > Dillinger Kirche (> Köppern) > Wilhelmstraße > Taunus Carre > Friedrichsdorf Bf. | Alpina Transdev    | Stadt Friedrichsdorf | 35 (42)      | 55 (55)                | 30/60                                                |
| HTK-54              | Bad Homburg Kurhaus - Wilhelmstraße - Taunus Carre - Friedrichsdorf Bf. - Wachthaus - Köppern Waldkrankenhaus/Gewerbegebiet Ost                                                                                | Alpina Transdev    | Stadt Friedrichsdorf | 13           | 27                     | 30/60/90                                             |
| HTK-55              | Köppern Linde - Wachthaus - Taunus Carre - Wilhelmstraße - Seulberg Linde - Bad Homburg Amtsgericht | Alpina Transdev    | Stadt Friedrichsdorf | 9            | 23                     | Eine Fahrt pro Richtung                              |
| HTK-56              | Friedrichsdorf Bf. - Wachthaus - Taunus Carre - Wilhelmstraße - Seulberg Linde / Seulberg Berliner Str. - HG-Ober-Erlenbach Seulberger Str. (weiter als HG-8 nach Frankfurt-Nieder-Eschbach)                   | Alpina Transdev    | Stadt Friedrichsdorf | 16           | 29                     | 25–35                                                |
| Nachtbus: HTK-59    | Friedrichsdorf Bf. - Köppern - (entlang der Taunusbahn) - Usingen (- Grävenwiesbach) | HLB Hessenbus      | VHT                  | 30           | 64                     | Eine Fahrt kommend, Vier Fahrten ausgehend           |
| Nachtbus: FB-33     | (Friedrichsdorf - Burgholzhausen - Rodheim -) Rosbach - Friedberg | Stroh Bus-Verkehrs | VGO                  | 12 (21)      | 23 (38)                | Drei Fahrten kommend, drei Fahrten ausgehend         |
| Nachtbus: N35 (135) | Friedrichsdorf Bf. > Wachthaus > Dillinger Kirche (> Wilhelmstraße > Friedrichsdorf Bf.) > Köppern > Max-Planck-Str. > Burgholzhausen > Seulberg Linde > Seulberg Berliner Str. > Friedrichsdorf Bf.           | Alpina Transdev    | Stadt Friedrichsdorf | 33 (16)      | 39 (13)                | Sechs Fahrten, davon drei mit verkürzten Weg (20–40) |

#### Eisenbahn

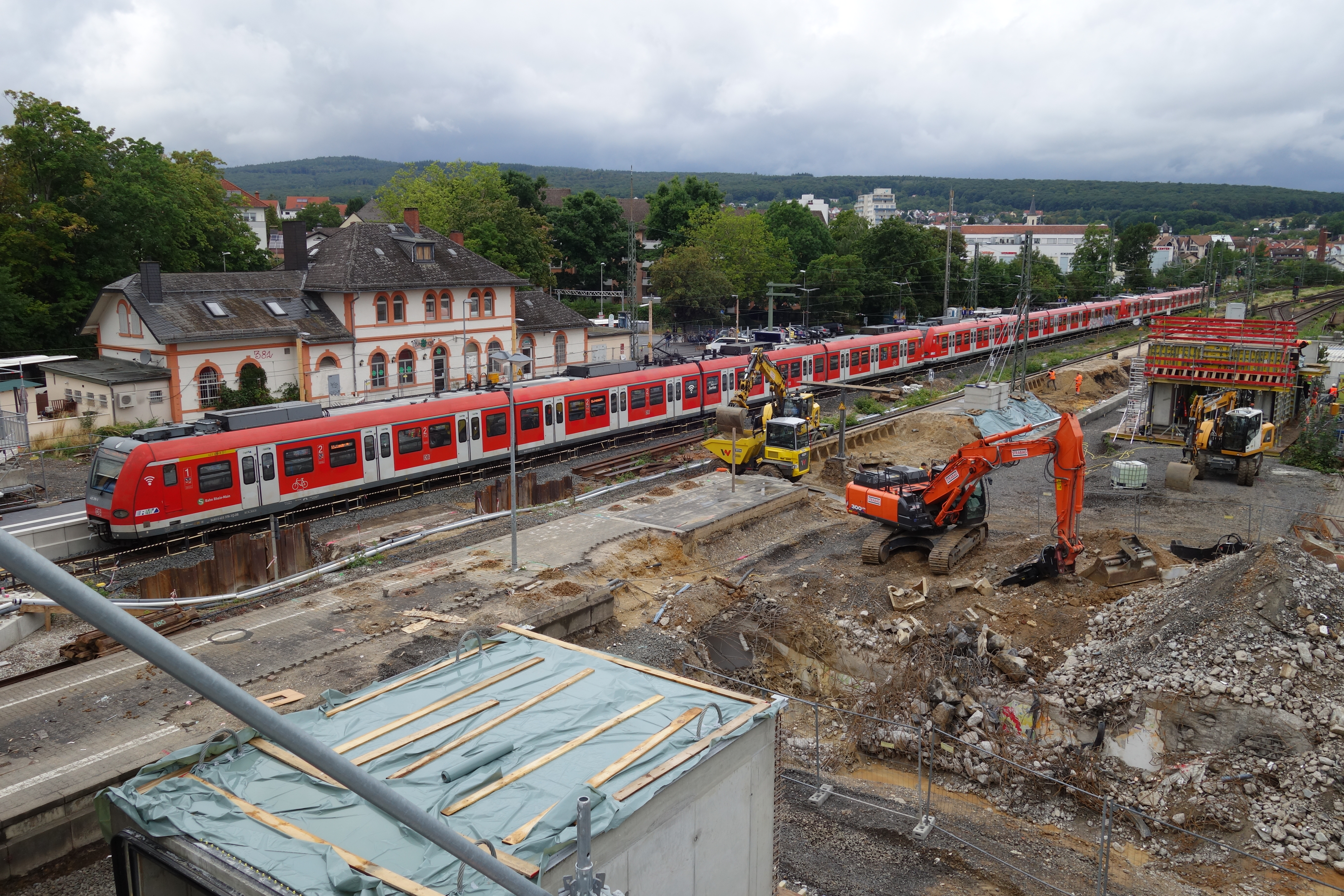
Bahnhof Friedrichsdorf während der Modernisierung 2023 mit S-Bahn

Im Friedrichsdorfer Stadtgebiet gibt es zwei Bahnhöfe und zwei Haltepunkte. Außerdem befindet sich auf Friedrichsdorfer Gemarkung der Bahnhof Saalburg, der jedoch die Wehrheimer Saalburgsiedlung erschließt. Bis auf Dillingen sind alle Stadtteile an das Schienennetz angeschlossen. Die Stationen befinden sich an den Bahnstrecken Friedrichsdorf–Albshausen, Friedrichsdorf–Friedberg sowie Frankfurt–Friedrichsdorf, auf welcher die Linie S5 der S-Bahn Rhein-Main verkehrt.
- Linie S5: Friedrichsdorf ↔ Bad Homburg ↔ Frankfurt Süd (30-Minuten-Takt)
- Linie RB 15: (Brandoberndorf ↔) Grävenwiesbach ↔ Friedrichsdorf ↔ Bad Homburg (↔ Frankfurt) (30-Minuten-Takt)
- Linie RB 16: Friedberg ↔ Friedrichsdorf (30/60-Minuten-Takt)

Bei Sperrungen der Main-Weser-Bahn verkehrt die Linie RE 16 von Friedberg über Friedrichsdorf nach Frankfurt.

#### Sonstiges
Mit dem Personenkraftwagen ist der internationale Flughafen Frankfurt Main in etwa 25 Minuten zu erreichen. In Burgholzhausen hat das Hubschrauberflugunternehmen Rotorflug seinen Sitz und Landeplatz.

### Siedlungs- und Neubaugebiete
- Schäferborn: Die rund 27 Hektar große Siedlung wurde zwischen 1976 und 1984 erbaut und schließt an den Houiller Platz an. Der Name stammt von einer Quelle im nahen Spießwald. Die Straßen im offenen, begrünten Wohngebiet tragen Pflanzennamen, was der hauptsächlich aus Einfamilienhäusern von mittelständischen Familien bestehenden Siedlung den nicht ernst gemeinten Namen Blumenghetto eingebracht hat.

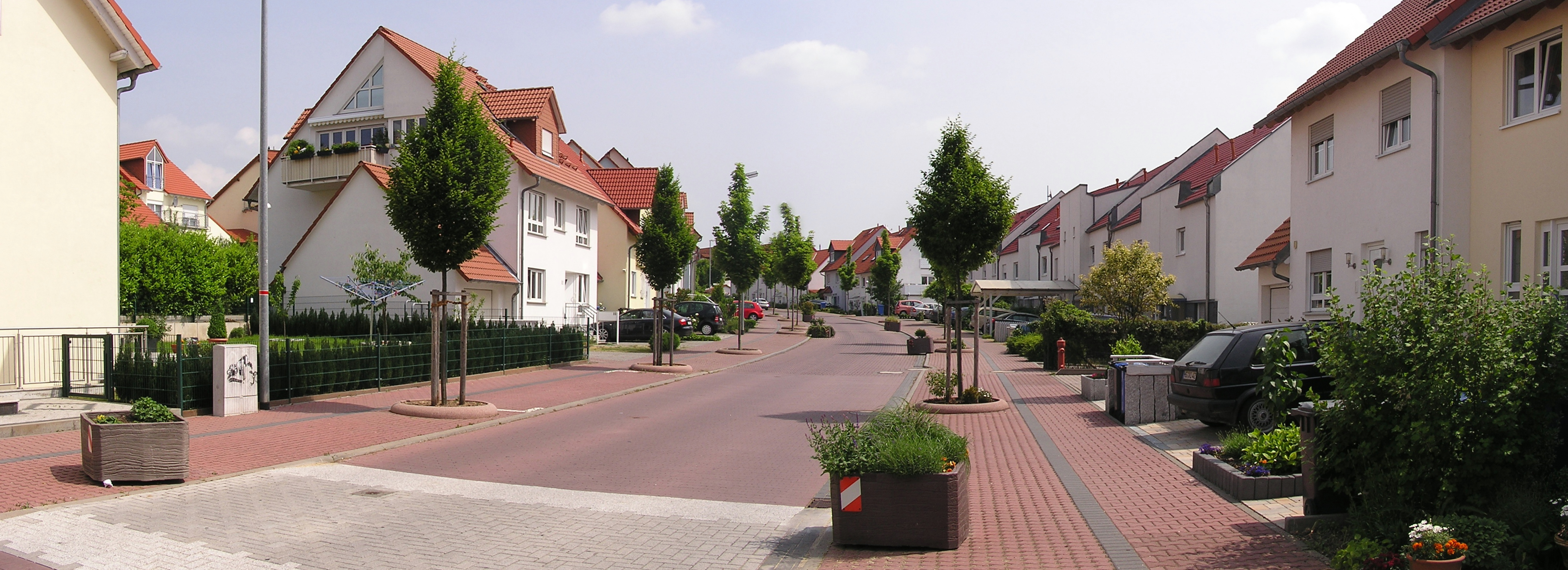
Römerhof

- Am Römerhof: Diese heute 17 Hektar bedeckende Siedlung entstand in mehreren Abschnitten, der letzte wurde 2011 fertiggestellt. Er liegt östlich der Bahn zwischen dem Schäferborn und Seulberg. Ein römisches Landgut (Villa rustica) wurde zu Beginn des 20. Jahrhunderts in den heutigen Äckern ausgegraben und aus konservatorischen Gründen wieder zugeschüttet. Auf diese Spuren römischer Besiedlung geht die Namensgebung zurück. Die Straßen sind nach Namen berühmter römischer Feldherren benannt. Im Jahr 2006 wurden Infotafeln aufgestellt und als Bindeglied zwischen der Siedlung Am Römerhof und der offenen Feldflur wurde der Erlebnisspielplatz villa rustica angelegt. Der Grundriss des Spielplatzes zeigt die Grundfläche der villa rustica, die Einrichtung nimmt Bezug auf die Römerzeit.

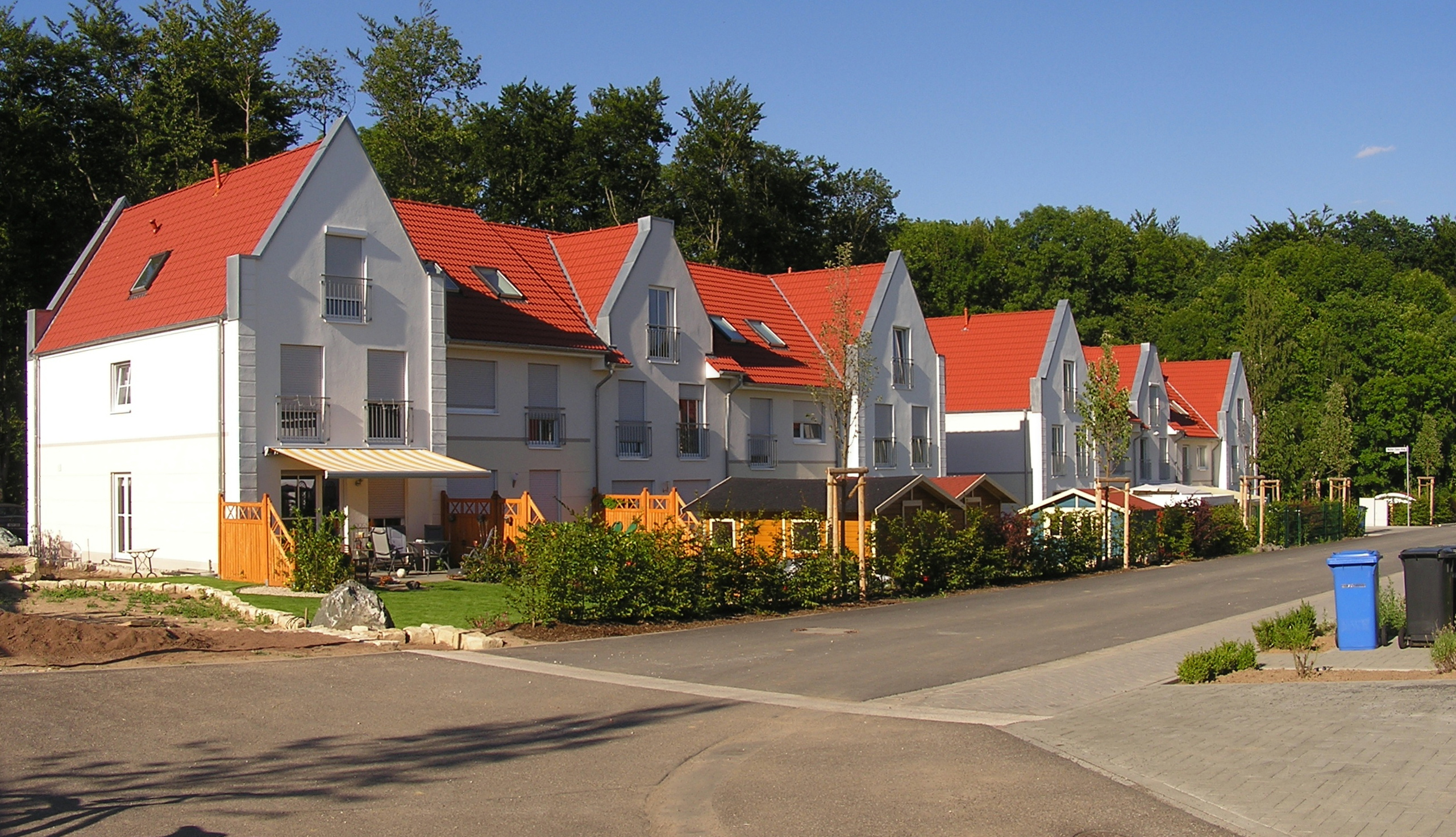
Neubauten in der Siedlung Waldkristall

- Waldkristall: Die 3,3 Hektar große Fläche liegt nördlich der Hugenottenstraße und wird von der Bahnstrecke Friedrichsdorf–Albshausen auf der einen und der Verbindungsstraße Friedrichsdorf–Köppern auf der anderen Seite begrenzt. Vor der Umwidmung der Gewerbefläche in ein Wohn- und Mischgebiet befand sich dort das Werk III der Tettauer Glaswerke. Das Glaswerk, das einige städtische Wohnhäuser und das Freibad mit der Abwärme der Glasöfen beheizte, wurde im Jahr 2002 stillgelegt. 2005 begann die Demontage und die Einebnung der Fläche, um sie für die geplante Verwendung vorzubereiten. Dabei wurde einer der letzten hohen Schornsteine der Stadt gesprengt. 2007 bis 2010 erfolgte die Bebauung.
- Milupa-Gelände: In der Stadtmitte, zwischen Bahnstraße, Wilhelmstraße und den Bahngleisen, liegt das ehemalige Gelände der Milupa-Werke. Hier entstanden das  Einkaufszentrum Taunus-Carré und mehrere Mehrfamilienhäuser seit dem Abschluss des Kaufvertrags sowie der Vorlage eines Konzepts im März 2010.[41]
- Ökosiedlung Friedrichsdorf: Auf dem 7 Hektar großen Areal an der Plantation und Homburger Landstraße entstehen rund 350 Wohneinheiten, darunter Geschosswohnungsbauten, Doppel- und Reihenhäuser. Insgesamt sollen in der Ökosiedlung ab 2021 über 700 Menschen leben. Innerhalb der Siedlung wird es Fahrgemeinschaften mit Elektroautos sowie ein autofreies Quartier geben. Das energetische Konzept der Ökosiedlung besteht aus der Vernetzung von Eisspeicher, Wärmepumpe, Solarabsorbern, Blockheizkraftwerk[42][43] und Gasbrennwertkessel. Bisher befanden sich hier zwei Sportplätze und das Vereinsheim mit Schießstand des Schützenvereins, die alle zum neuen Sportpark umgesiedelt wurden, sowie Nutz- und Streuobstwiesen. Auf einem Teilareal befand sich früher eine Flüchtlingsunterkunft mit Wohncontainern und Nur-Dach-Häusern.

### Bildung
Es gibt in Friedrichsdorf in jedem der vier Stadtteile jeweils eine Grundschule; die Grundschule in der Kernstadt heißt Peter-Härtling-Schule, die Seulberger Hardtwaldschule Seulberg.

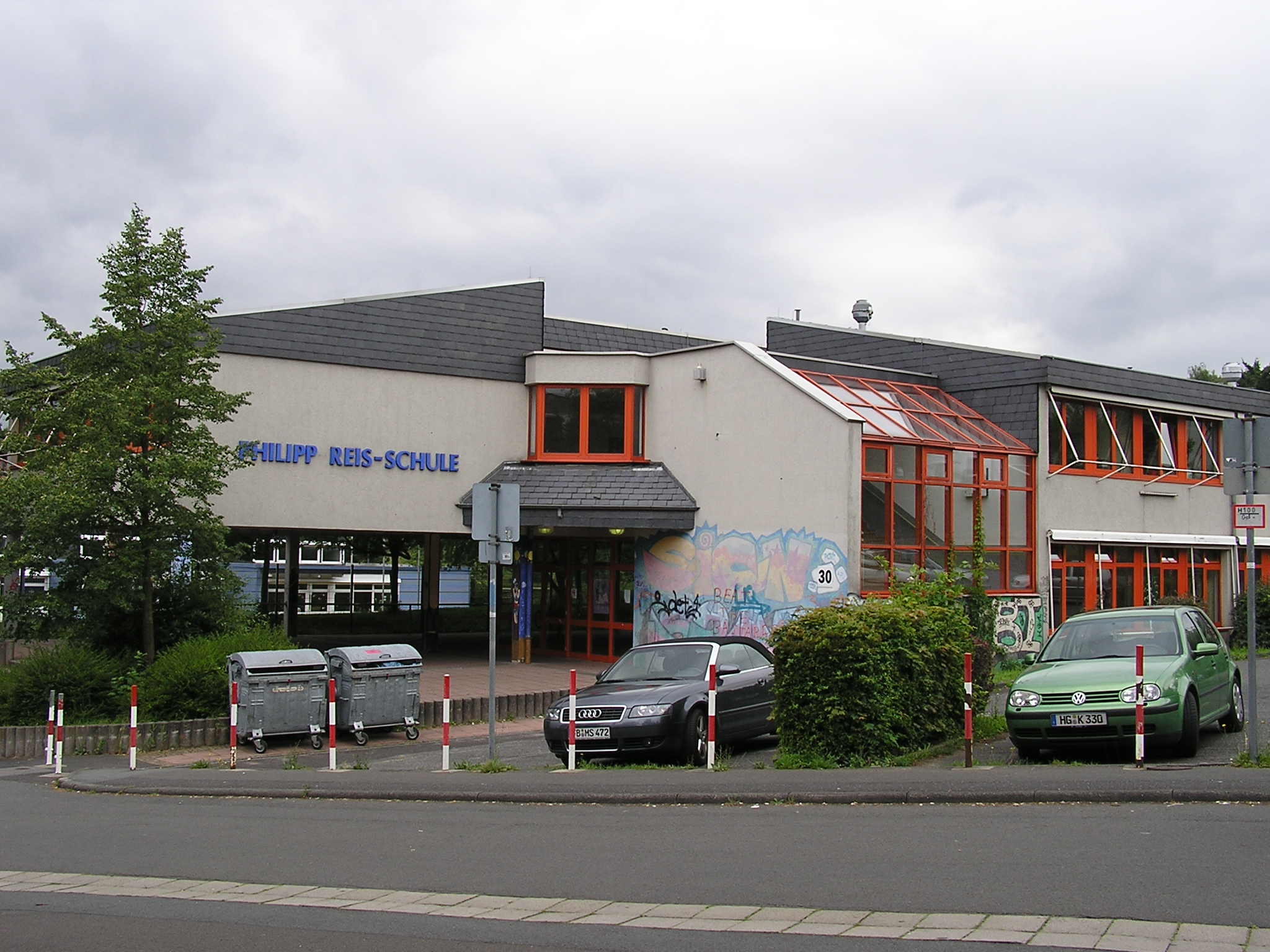
Die ehemaligen Gebäude der Philipp-Reis-Schule am Hohen Weg

In der direkten Nachbarschaft der Peter-Härtling-Schule lag am Hohen Weg die 1969 errichtete Philipp-Reis-Schule (Gesamtschule mit gymnasialer Oberstufe) mit rund 1.900 Schülern. Die Schule wurde als Ganztagsschule mit Mensa zwischen Schäferborn und Spießwald neu gebaut und im Januar 2012 bezogen.
Von 2004 bis 2015 bestand in der Hugenottenstraße die Rhein-Main International Montessori School (RIMS), eine Privatschule mit Kinderhaus, Grundschule und Gymnasium. Die RIMS wurde zwischen 2006 und 2007 erweitert und ausgebaut.
Friedrichsdorf ist ferner Sitz der Hessischen Landvolk-Hochschule. Diese Bildungseinrichtung wurde bereits 1949 als zentrale Bildungseinrichtung für die Landwirtschaft und die Bewohner des ländlichen Raumes eingerichtet.

### Kliniken
Am Landgrafenplatz, an der Hugenottenstraße, steht die Salus-Klinik (Eigenschreibweise salus klinik) mit Abteilungen für Suchterkrankungen und Psychosomatik. Sie entstand dort 1993 durch Übernahme einer Fachklinik für Suchterkrankungen am selben Standort, und war die erste Salus-Klinik; heute gibt es mehrere Standorte, u. a. in Hürth. Verteilt auf mehrere Gebäude gibt es in der Friedrichsdorfer Einrichtung 260 Betten, die von 140 Mitarbeitern betreut werden. Im Sommer 2022 erfolgte die Grundsteinlegung für neue Räumlichkeiten in Bad Nauheim, wohin die Klinik umziehen wird. Auf dem bisherigen Klinik-Areal sollen zukünftig Wohnungen entstehen.
Im Ortsteil Köppern befand sich das Waldkrankenhaus.

### Einwohner
(Wenn nicht anders angegeben, jeweils zum 31. Dezember)
| Jahr            | Einwohner |
| --------------- | --------- |
| 1987 (25. Mai)  | 22.336    |
| 1998            | 24.404    |
| 1999            | 24.128    |
| 2000            | 24.282    |
| 2001            | 24.406    |
| 2002            | 24.572    |
| 2003            | 24.497    |
| 2004            | 24.605    |
| 2006 (30. Juni) | 24.522    |
| 2007            | 24.330    |
| 2010            | 24.875    |
| 2018            | 25.194    |

## Persönlichkeiten

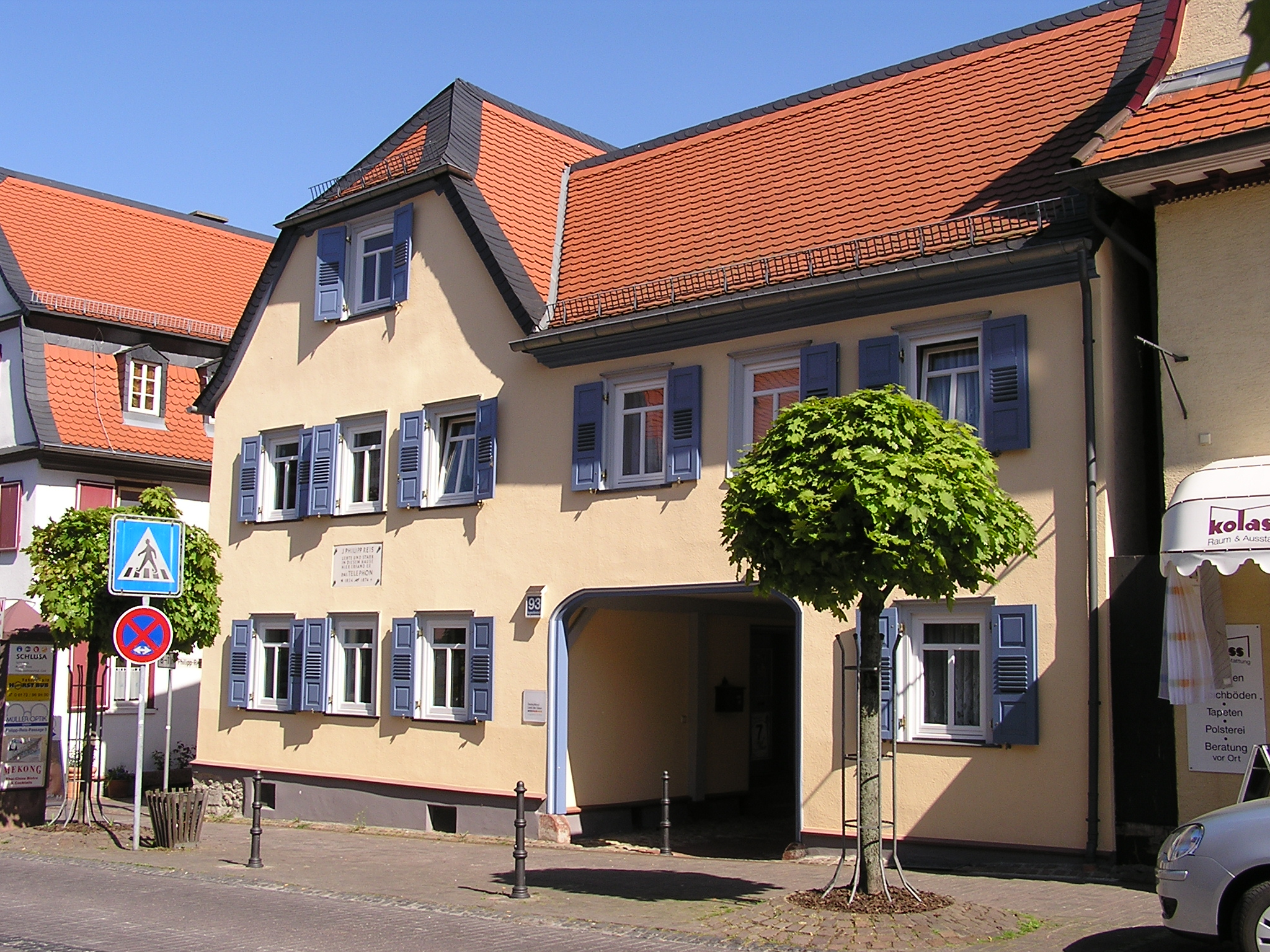
Das Philipp-Reis-Haus

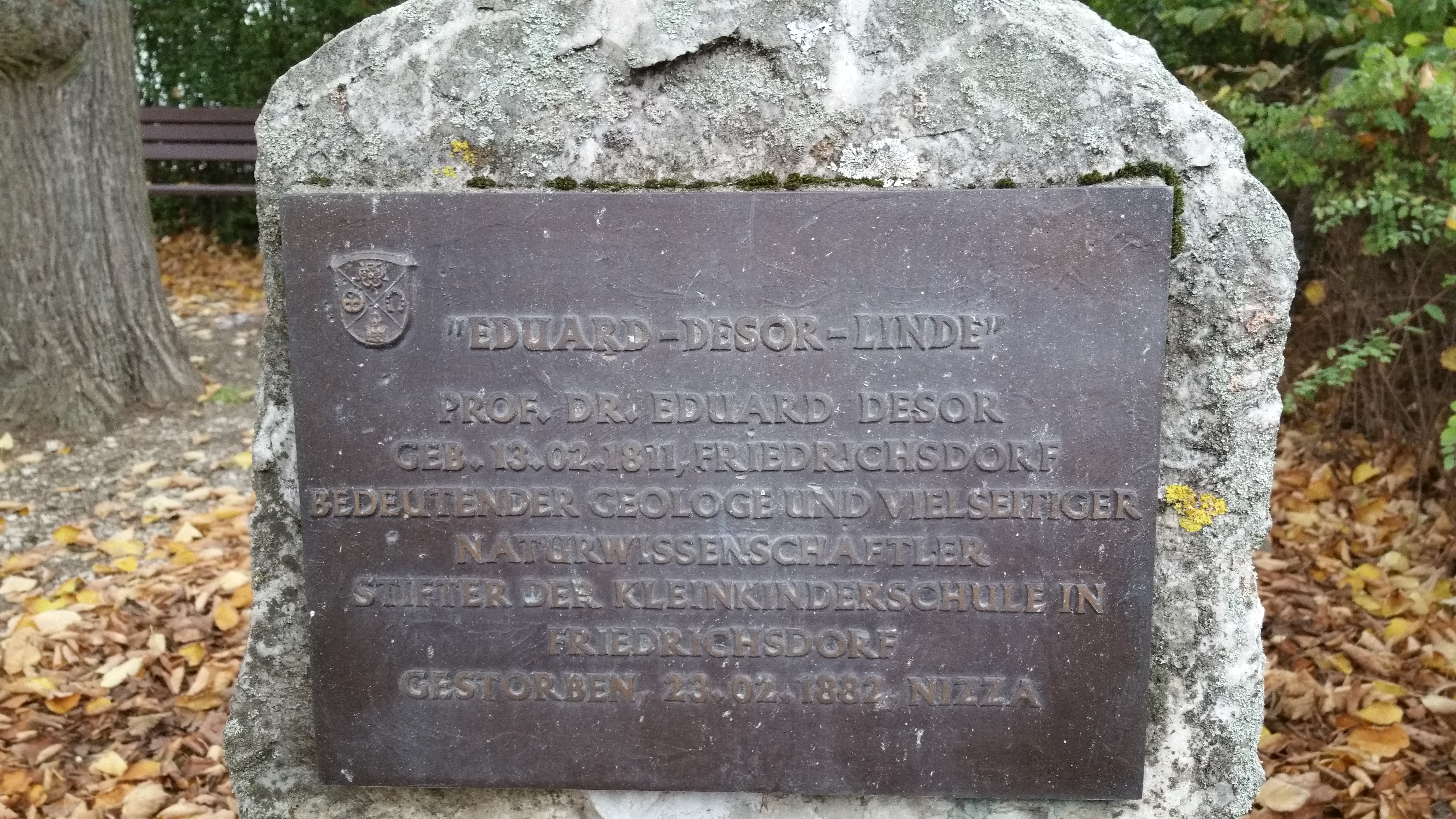
Gedenktafel an der „Eduard-Desor-Linde“

### Söhne und Töchter der Stadt
- Cliff Allister (* 1957), Pseudonym von Harald Hess, Schriftsteller
- Marie Blanc (1833–1881), Mitbegründerin der Spielbank Monte Carlo
- Paul Cérésole (1832–1905), Schweizer Politiker
- Édouard Desor (1811–1882), Geologe und Politiker
- Lydia Driesch-Foucar (1895–1980), Künstlerin
- Reinhold Eugen Rau (1932–2006), Tierpräparator
- Jörg See (* 1967), Generalmajor des Heeres der Bundeswehr
- Karl Willy Wagner (1883–1953), leistete bedeutende Beiträge zur Theorie der elektrischen Filter
- Abraham Louis Wallon (1807–1889), methodistischer Prediger in Deutschland und Amerika

### Persönlichkeiten, die vor Ort gewirkt haben
- Rudolf Braas, Leiter der Taunus-Quarzit-Werke (1931–1941) und Gründer der Braas-Dachstein-Werke (1953, heute Braas Monier Building Group)
- Jürgen Herrlein (* 1962), Rechtsanwalt
- Holger Obermann (1936–2021), Fußballspieler und Journalist
- Philipp Reis (1834–1874), der aus Gelnhausen stammende Lehrer und Erfinder konstruierte in Friedrichsdorf das Telefon (1861)
- Karl-Herbert Scheer (1928–1991), Schriftsteller und „Vater“ von Perry Rhodan
- Dagmar Scherf (* 1942), Schriftstellerin und Journalistin
- Martin „Maddin“ Schneider (* 1964), Comedian und Schauspieler, der seinen Heimatort Burgholzhausen oftmals bei Auftritten erwähnt
- Emil Sioli (1852–1922), Psychiater und Gründer des Waldkrankenhauses Köppern (1901)
- Tony (1875–1954) und Bruno Werntgen (1893–1913), Luftfahrtpioniere, Gründer des Deutschen Flugtechnischen Instituts in Köppern (1909)